# Contea di Donegal
La Contea di Donegal (IPA: /ˌdʌnɨˈɡɔːl/; in irlandese Dún na nGall, IPA: /ˈdˠuːnˠ nˠə ˈŋal̪ˠ/, per esteso Contae Dhún na nGall) è una delle trentadue contee tradizionali dell'Isola d'Irlanda e una delle attuali 28 contee moderne della Repubblica d'Irlanda. 
Situata nel nord-ovest dell'isola nella provincia dell'Ulster, è anche una delle tre contee della stessa provincia che non fanno parte dell'Irlanda del Nord. Con 4.841 km² di territorio, è la quarta per dimensione della nazione nonché la più vasta dell'Ulster e confina a nord ed ovest con l'Oceano Atlantico, ad est con il Lough Foyle, Londonderry e Tyrone, a sud con Fermanagh ed infine Leitrim, l'unica che non sia nordirlandese.
Collegata solo da un piccolo lembo di terra con il resto della propria nazione, influenzata notevolmente nelle zone orientali dalla vicina Irlanda del Nord e selvaggia nelle zone occidentali piuttosto desolate e isolate, il Donegal si differenzia sensibilmente sotto ogni aspetto dalle altre contee d'Irlanda, a tal punto che uno degli slogan turistici adottati maggiormente recita Up here it's different ("Quassù è diverso").
Il capoluogo è il piccolo abitato di Lifford, mentre il centro maggiore e con più abitanti è Letterkenny. La popolazione complessiva è di 160.297 abitanti stando al censimento del 2011.

## Toponomastica
La parola Donegal deriva dal nome della cittadina situata sull'omonima baia, che paradossalmente non è tuttavia né la città più grande né il capoluogo amministrativo della contea, pur essendo stata storicamente la capitale dell'antico regno di Tyrconnell e sede, nel Donegal Castle, della dinastia O'Donnell. Donegal deriva dal gaelico irlandese Dún na nGall che significa "forte degli stranieri", riferito al fatto che la cittadina di Donegal fosse originariamente un insediamento vichingo.
In realtà dopo la sua creazione, la contea fu talvolta ed originariamente chiamata County Tyrconnel (gaelico: Tír Chonaill), mutuando il toponimo dall'antico regno gaelico di Tyrconnel che occupava ed influenzava gran parte dell'area. Si sono registrati peraltro tentativi anche nel tardo ventesimo secolo di tornare al vecchio nome in quanto per alcuni Donegal come abitato era poco rappresentativo sia per posizione che per valenza amministrativa ed economica. Il toponimo Tyrconnel è sempre stato fortemente osteggiato però dagli abitanti di Inishowen, penisola settentrionale della contea che non ha mai fatto parte storicamente di quel regno antico e della dinastia O'Donnell bensì delle terre appartenenti al clan O'Neill e sotto l'influenza del Grianan of Aileach.

## Araldica civica

Bandiera coi colori sportivi e culturali della contea

Lo stemma del Donegal è uno scudo tradizionale con barre ondulate orizzontali verde-oro, che rappresentano gli elementi topografici più ricorrenti della contea, le verdi e celebri colline (the hills of Donegal) e le dorate spiagge lunghe anche chilometri molto frequenti. All'interno è contenuto uno scudo più piccolo recante un ermellino che rappresenta Inishowen ed una croce rossa che richiama il regno di Tyrconnel e la famiglia O'Donnell. Lo stemma ufficiale è caricato di ulteriori elementi tradizionali della contea.
Frequentemente viene usato anche lo stemma di Donegal Town, possibilmente contornato dalle tradizionali barre ondulate verde e oro.
La popolazione è solita mostrare bandiere bicolore con disegni variabili (scacchi, losanghe, bipartiti) per identificare la contea a livello sportivo e culturale. Tali bandiere, per quanto ormai diffuse ed ufficiosamente riconducibili alla contea, non sono tuttavia ufficiali. I colori ormai riconosciuti del Donegal sono il verde e l'oro già comunque presenti nello stemma ufficiale.

## Geografia fisica

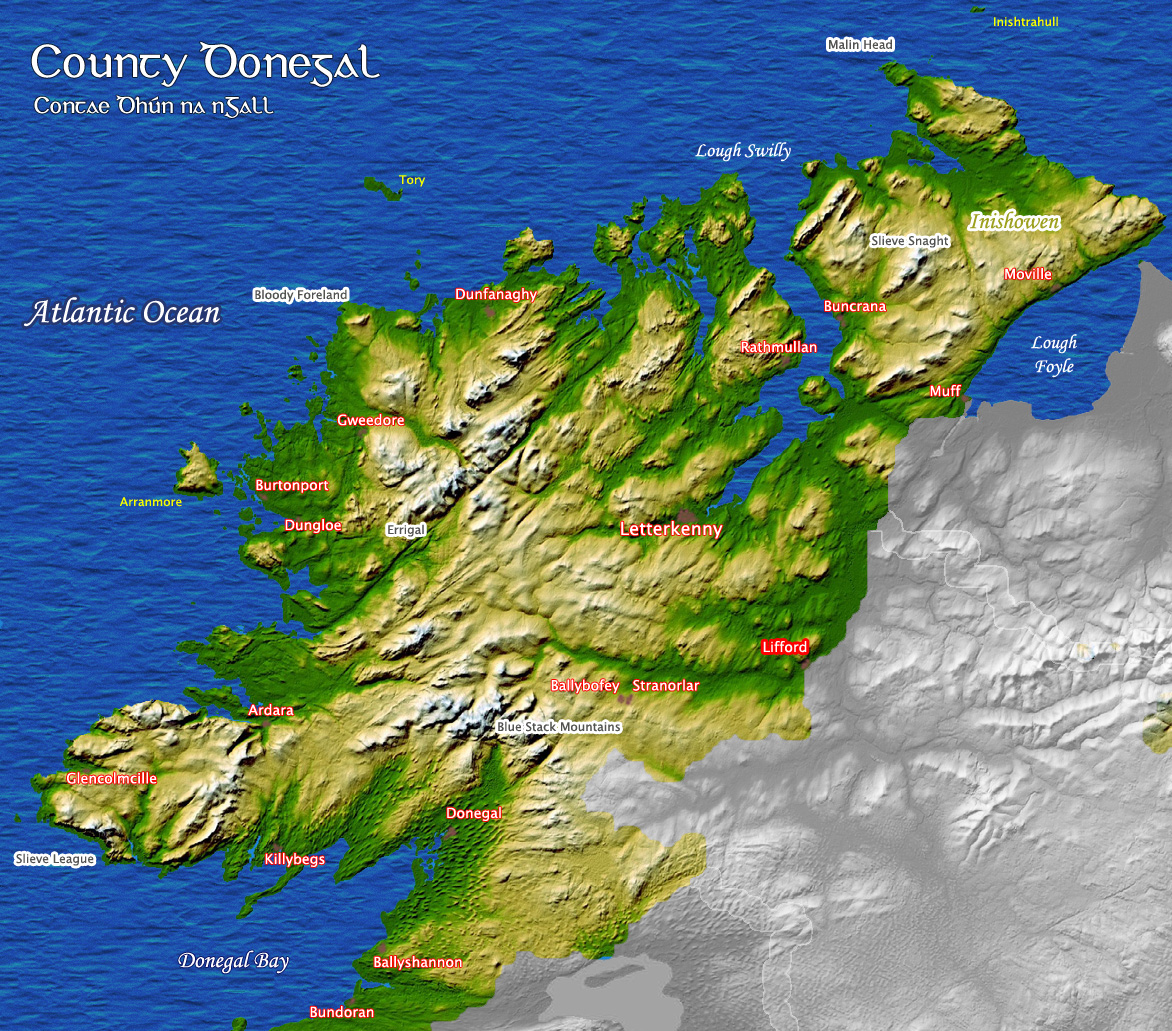
Cartina fisico-politica del Donegal

Il territorio del Donegal è molto particolare, sia per quel che riguarda le caratteristiche geopolitiche dell'area che quelle naturali. Gran parte dei confini della contea sono formati dal tratto costiero, circa 2/3 del perimetro complessivo, mentre quello convenzionale terrestre si muove in maniera piuttosto inusuale da sud-ovest, nei pressi di Bundoran, verso nord-est formando una linea approssimativamente diagonale, al contrario di molte altre contee della nazione che hanno un territorio che si sviluppa in maniera longitudinale o latitudinale. Il confine terrestre è quasi completamente condiviso con l'Irlanda del Nord, essendo soltanto di 10 km circa quello con la propria nazione, precisamente con la contea di Leitrim. Nonostante non faccia parte dell'Irlanda del Nord, il Donegal contraddittoriamente è la contea più settentrionale di tutta l'isola d'Irlanda e raggiunge in Capo Malin il punto più a nord dell'"Isola Smeralda": il controsenso diventa evidente sulle sponde del Lough Foyle, di cui quelle orientali fanno parte dell'Irlanda del Nord e che sono raggiunte da traghetti che tuttavia navigano verso sud (da cui l'ironico detto the only place in the world where north is south, and south is north).
L'estensione particolare dell'area della contea, unita all'incredibile straordinarietà dei paesaggi, spesso estremi, così come al loro stato da sempre particolarmente selvaggio e incontaminato, ha negli ultimi secoli attirato un numero crescente di visitatori, ma anche creato notevoli problemi per le vie di comunicazione.

### Orografia e geologia

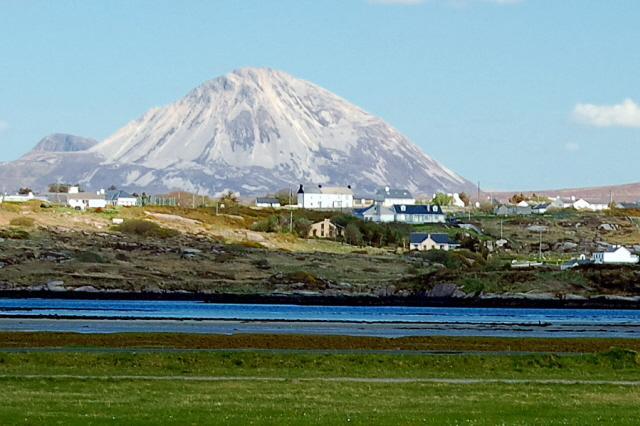
L'iconico monte Errigal, cima più elevata del Donegal

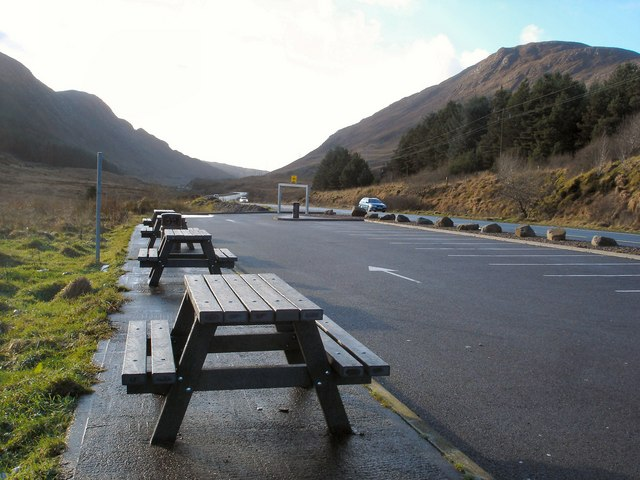
Il Barnesmore Gap tra le Bluestack Mountains

Il Donegal è senza dubbio la porzione più impervia e montagnosa dell'Ulster, anche se va detto che le varie cime solo poche volte non assumono il consueto carattere collinare, essendo dominato il resto del paesaggio dalle ben note hills of Donegal celebrate in numerose poesie e canzoni popolari.
La contea è infatti principalmente formata da altopiani e zone collinari, spesso composte da distese molto ampie di drumlin, interrotti talvolta da massicci montuosi irregolari e isolati di discreta consistenza e che assumono pendenze impervie improvvisamente.
La cima più alta è il monte Errigal (752 m), un rilievo conico isolato a ridosso di una catena montuosa leggermente più bassa, i Derryveagh, di cui comunque viene considerato parte. L'Errigal è ben visibile da buona parte della zona settentrionale del Donegal ed il suo caratteristico profilo è tipico di molte delle zone più remote e suggestive, come ad esempio Gaoth Dobhair, mentre dalla sua sommità, che offre uno dei panorami più apprezzabili della contea e d'Irlanda, si può osservare gran parte del Donegal occidentale. 
I monti Derryveagh sono costituiti da varie cime, ma le più alte ed importanti vengono chiamate Seven Sisters ("Sette Sorelle") e comprendono oltre all'Errigal, il Mackoght anche conosciuto come Piccolo Errigal (555 metri), l'Aghla More (584 metri), l'Ardloughnabrackbaddy (603 metri), l'Aghla Beg (564 metri), il Crocknalaragagh (471 m) e Muckish (666 m). Muckish è la montagna più settentrionale della catena e, a causa anche della sua forma particolare e della sua vetta piatta, è un punto di riferimento e costante scenario di sottofondo di ogni panorama della coste settentrionale, in particolare Magheroarty.
I Derryveagh sono molto importanti a livello naturalistico: è proprio dalle pendici dei Derryveagh che è formato il famoso Poison Glen, situato a ridosso del monte Errigal sul suggestivo Lough Dunlewy, mentre sulle pendici orientali della catena è posto il noto Glenveagh National Park.
L'altra catena rilevante della Donegal è quella formata dalle Bluestack Mountains, che s'innalzano vicino alla cittadina di Donegal Town e giungono fino a Glenties. Oltre alla mole, di per sé non particolarmente imponente ma che spicca nel territorio circostante piuttosto piatto, caratteristica peculiare delle Bluestack è che dividono la parte sud-occidentale dalla contea dalle zone settentrionali: ciò ha sempre costituito una sorta di barriera culturale ma anche fisica tra le due aree, connesse tra loro solo dal cosiddetto Barnesmore Gap, un valico che passa attraverso un suggestivo glen. Le Bluestack sono interamente percorribili a piedi tramite un sistema di sentieri per fare trekking, la cosiddetta Bluestack Way.
Le altre catene sono piuttosto modeste e fra le varie vanno citati gli Slieve Snaght che costituiscono il massiccio più rilevante sulla vasta penisola di Inishowen. Le aree orientali del Donegal sono prive di rilievi considerevoli, ma è presente vicino Pettigo un altopiano particolarmente brullo e selvaggio, il Pettigo Plateau.

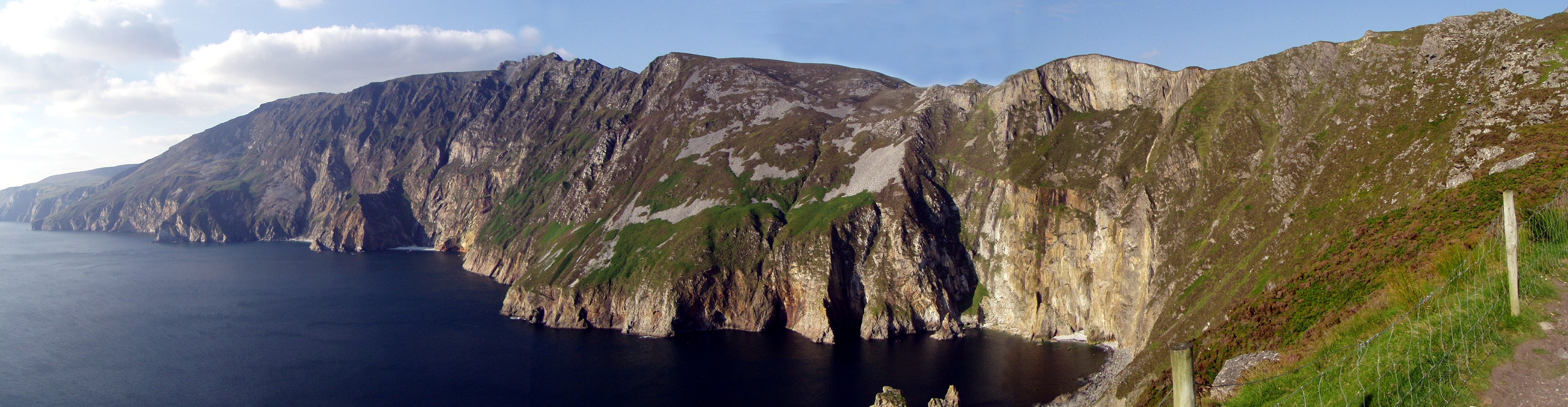
Slieve League, catena che forma una delle scogliere più alte ed imponenti d'Europa

Discorso a parte meritano infine le suggestive Slieve League, cime che raggiungono a malapena i seicento metri d'altezza, ma che nel lato meridionale precipitano direttamente in mare, formando quelle che vengono ritenute spesso le scogliere marine più imponenti d'Europa e tra le più alte. A partire dagli anni 2000 queste vette, prima pressoché sconosciute, sono divenute un'affermata località turistica e vengono scalate da un numero sempre crescente di visitatori attratti dalle viste sterminate che si possono godere dalle sue vette piatte e dai panorami sul mare spesso vertiginosi e sui selvaggi glen interni. Attrazione particolare del monte è il cosiddetto One Man's Pass, un arête suggestivo che passa sul ciglio di un baratro da un lato sull'Oceano di più di cinquecento metri, dall'altro sul glen interno posto quattrocento metri più in basso.
Sebbene ci siano zone coltivate, gran parte del suolo della contea è di tipo acquitrinoso e composto da brughiere. La roccia di cui è composto è quasi prevalentemente di tipo granitico, mentre roccia calcarea è presente dalla Donegal Bay fino a Bundoran, nella zona meridionale, quindi, del Donegal. Le Slieve League mostrano ai loro visitatori spesso concrezioni di roccia molto elementare e antica, in genere quarzite.

### Coste e isole

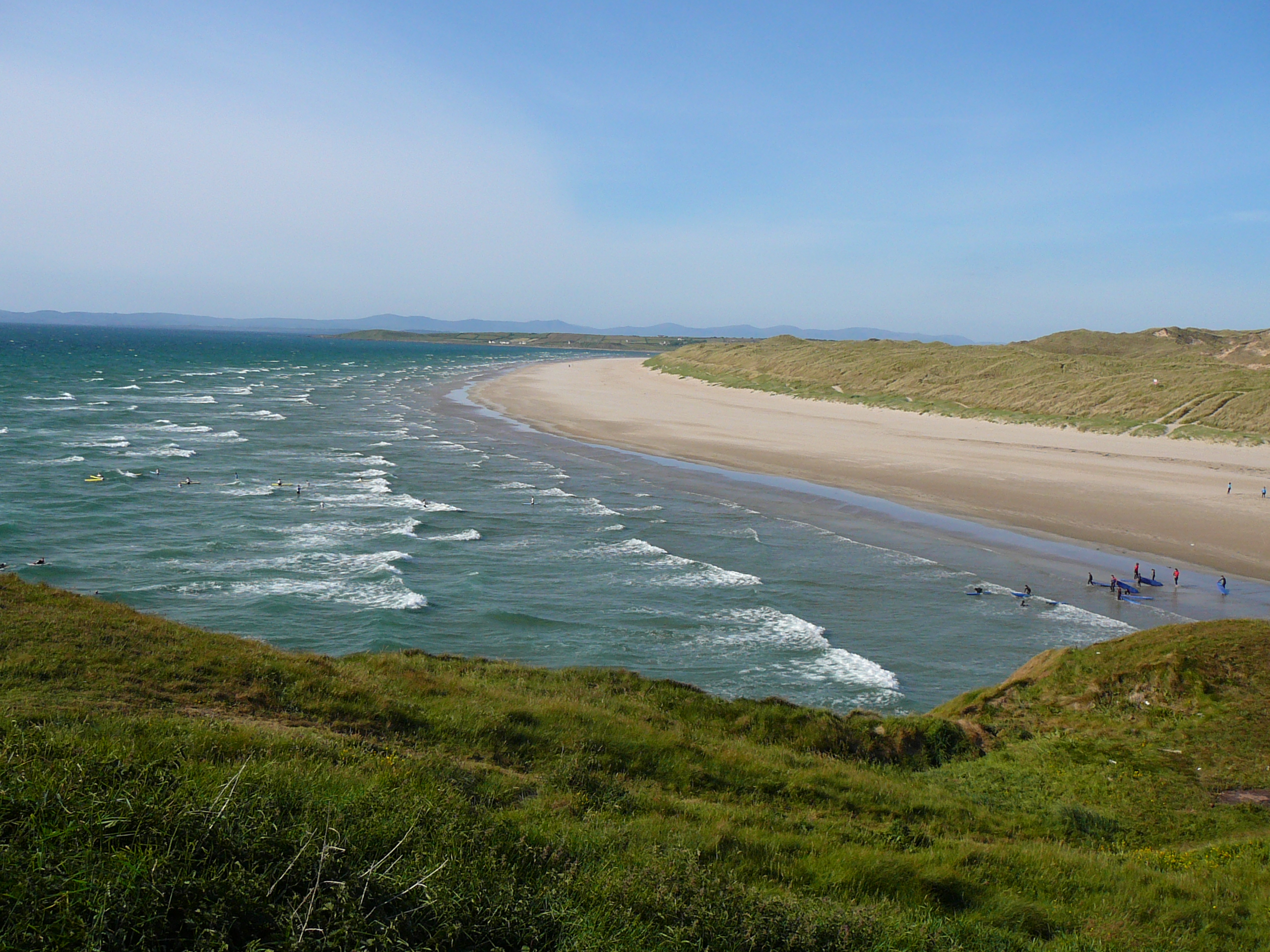
La spiaggia di Bundoran

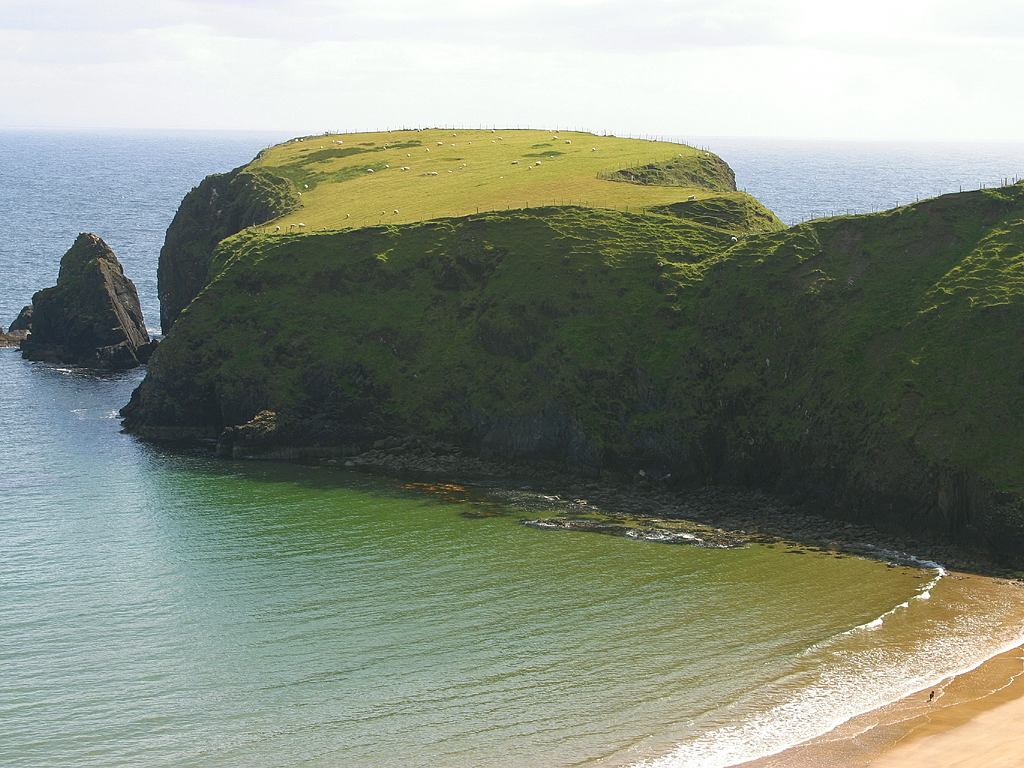
Parte di Trabane Strand a Malin Beg

La zona costiera del Donegal è molto estesa e soprattutto molto variegata nella tipologia di ambienti, anche se contraddistinta frequentemente da tratti selvaggi ed impervi. Può essere suddivisa sommariamente in tre vaste zone per la tipologia di scenari che offre: la vasta Donegal Bay fino alla fine del perimetro settentrionale della penisola di Sliabh Liag; la costa occidentale fino alla penisola di Bloody Foreland; l'area delle penisole settentrionali fino ad Inishowen ed il confine con l'Irlanda del Nord.
La prima area che si incontra venendo da sud è la vasta Donegal Bay, contraddistinta da un'alternanza di baie più o meno sinuose o semicircolari a seconda dell'esposizione, spiagge anche di discrete dimensioni intervallate da tratti di impervia scogliera. La zona più meridionale della vasta baia è contraddistinta da lunghe spiagge, ideali e spesso accreditate come le migliori in Europa per il surf, tra le quali sono famose quella di Bundoran e Rossnowlagh. Piccole penisole si formano in prossimità delle insenature create dalle foci dei fiumi, come nel caso delle aree di Donegal Town e Ballyshannon. Nel tratto in cui la costa della Donegal Bay cambia orientamento, sviluppandosi verso ovest subito dopo Donegal Town, il paesaggio cambia drasticamente, assumendo il più delle volte carattere impervio e alternando penisole che si gettano in mare tutte, più o meno in maniera accentuata, verso sud-ovest: è il caso del promontorio nei pressi di Mountcharles, del ben noto St. John's Point, lingua di terra stretta che si insinua per circa 4 km nell'Atlantico, delle propaggini di terra che circondano Killybegs e formano la rinomata spiaggia di Fintragh, premiata con bandiera blu da anni, fino alla tranquilla baia di Teelin. Da Teelin in poi la costa diventa oltremodo selvaggia e impervia, innalzandosi drasticamente e drammaticamente prima nel tratto di Carrigan Head e Bunglass e successivamente nell'immensa parete a picco di Sliabh Liag, come già detto una delle scogliere più alte ed imponenti d'Europa, che si sviluppa per svariati chilometri prima di riabbassarsi nei pressi di Malin Beg mantenendo comunque il carattere impervio. Al largo di quest'area poche sono le isole, la più significativa è Rathlin O'Byrne, un isolotto oggi disabitato provvisto di faro. L'ultimo tratto della penisola di Slieve League, tutta contraddistinta da roccia, prevalentemente quarzite, termina con l'apprezzata spiaggia di Trabane a Malin Beg, incastonata e nascosta tra dei promontori rocciosi, la spiaggia di Glencolmcille dominata dal drammatico sperone roccioso a picco di Glen Head, la selvaggia e abbandonata area di Port e della baia di Glenlough fino a raggiungere le alture dello Slievetoey a Maghera.

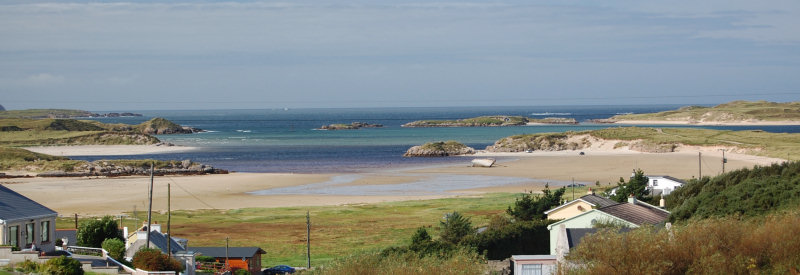
Tipica spiaggia del nord-ovest, in questo caso An Bun Beag

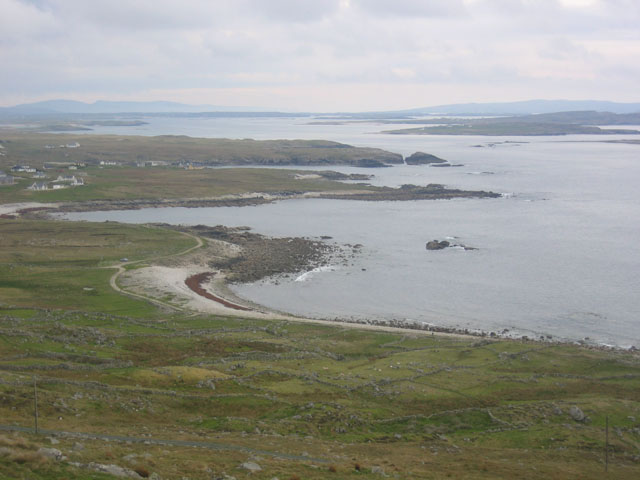
La suggestiva vista dal Bloody Foreland con le varie isole dei Rosses, tra cui Árainn Mhór

Da Maghera l'ambiente, se non immediatamente a livello geologico, quantomeno come scenari cambia notevolmente: inizia infatti un alternarsi di enormi spiagge, molto suscettibili al cambio di marea, e di profonde baie regolari formate dalle foci di piccoli fiumi orientati ad ovest. È il caso della già citata spiaggia di Maghera, area desolata nota per la sua enorme distesa sabbiosa e per le grotte formatesi sul tratto meridionale delle scogliere, di tutto il tratto costiero della più settentrionale penisola di Loughros Point nei pressi di Ardara. La zona a nord di Ardara è contraddistinta da un tratto costiero basso in altezza ma particolarmente impervio nel quale sono collocati dei piccoli porti come Rossbeg, prima di lasciare spazio alla vasta insenatura della Gwebarra Bay, formata dall'omonimo fiume e che annovera una delle spiagge più rinomate della contea, la Narin Beach. Oltre il Gwebarra la zona di Crohy Head presenta, oltre ad un pregevole arco naturale, un ambiente similare a quelli vicini Ardara fino alla zona rurale di Maghery. Da Dungloe in poi, in concomitanza dell'inizio dell'area denominata Na Rossana, si assiste ad un graduale cambiamento della tipologia di terreno che accentua i caratteri dell'area occidentale: ampie porzioni di roccia granitica formano, tra le consuete lunghe baie, una miriade di piccoli promontori rocciosi che si affacciano o circondano un numero particolarmente elevato di isole. Al largo dei Rosses si può ammirare lo spettacolare scenario formato da gran parte delle isole della contea, tutte dislocate lungo la costa a breve distanza, in particolare nella zona di Burtonport. Tra le isole è da annoverare Árainn Mhór, l'isola più grande della contea e la seconda più grande in Irlanda, così come Isola di Gabhla, Cruit Island ed isola di Uaigh fra le varie. Dopo l'area di Gaoth Dobhair e la rinomata spiaggia di An Bun Beag, la roccia torna a farsi più primordiale fino alla selvaggia zona del Bloody Foreland, punto più nord-occidentale d'Irlanda ben noto per i suoi panorami sulle molte isole poste più a sud e sull'altra isola posta isolata a nord della contea, l'isola di Toraigh. Quest'ultima è raggiungibile dal porto di Magheroarty, posto subito dopo il Bloody Foreland e caratterizzato da una vistosa e lunga spiaggia con dune sabbiose curiosamente esposte sia a nord verso l'Atlantico che a sud, dentro la baia che la caratterizza. L'isola di Toraigh è un'isola particolarmente impervia e suggestiva ed il suo carattere remoto ha favorito la preservazione della lingua gaelica, dei due piccoli villaggi e di molte tradizioni.

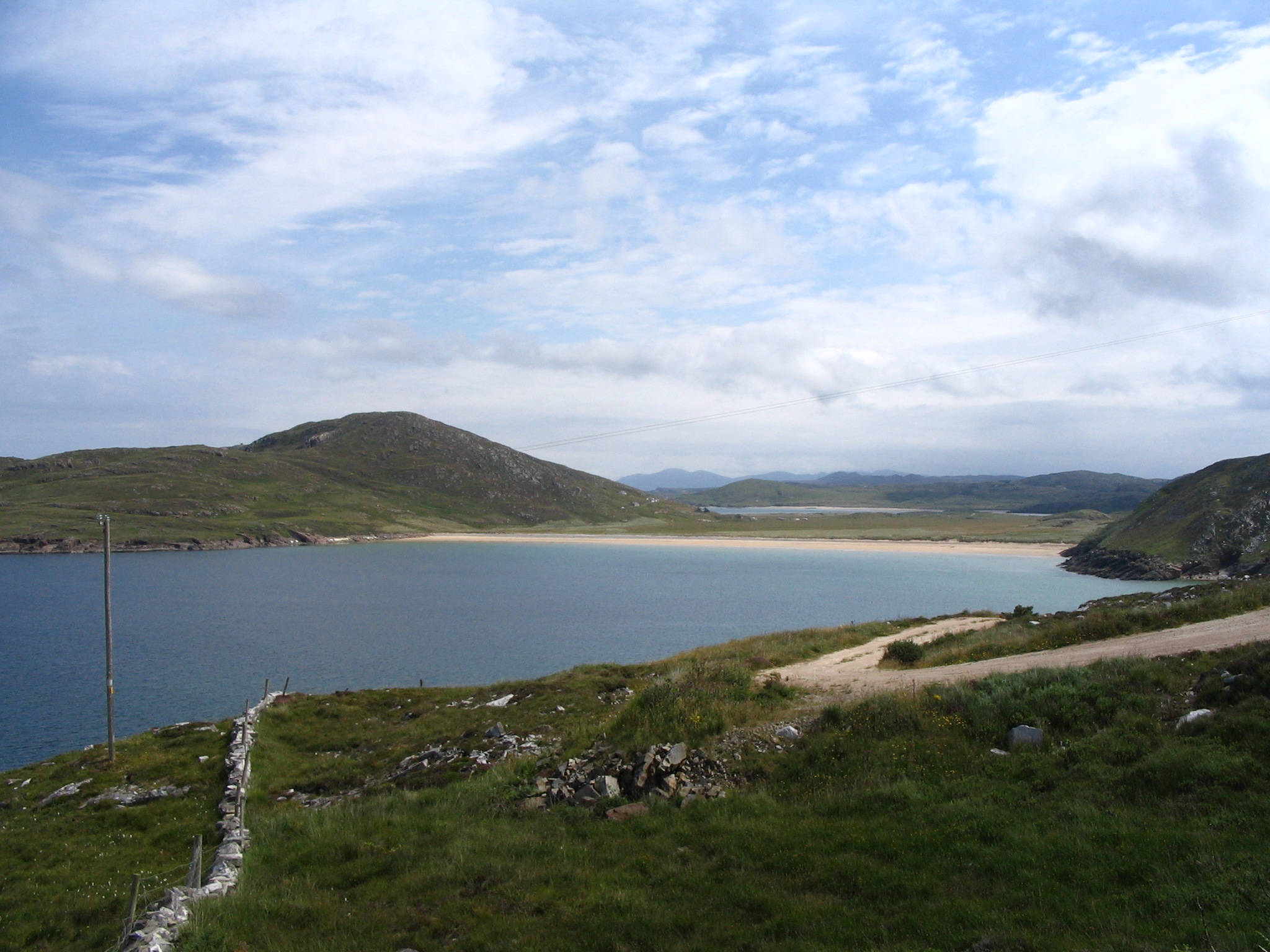
La Rossan Strand di Rosguill

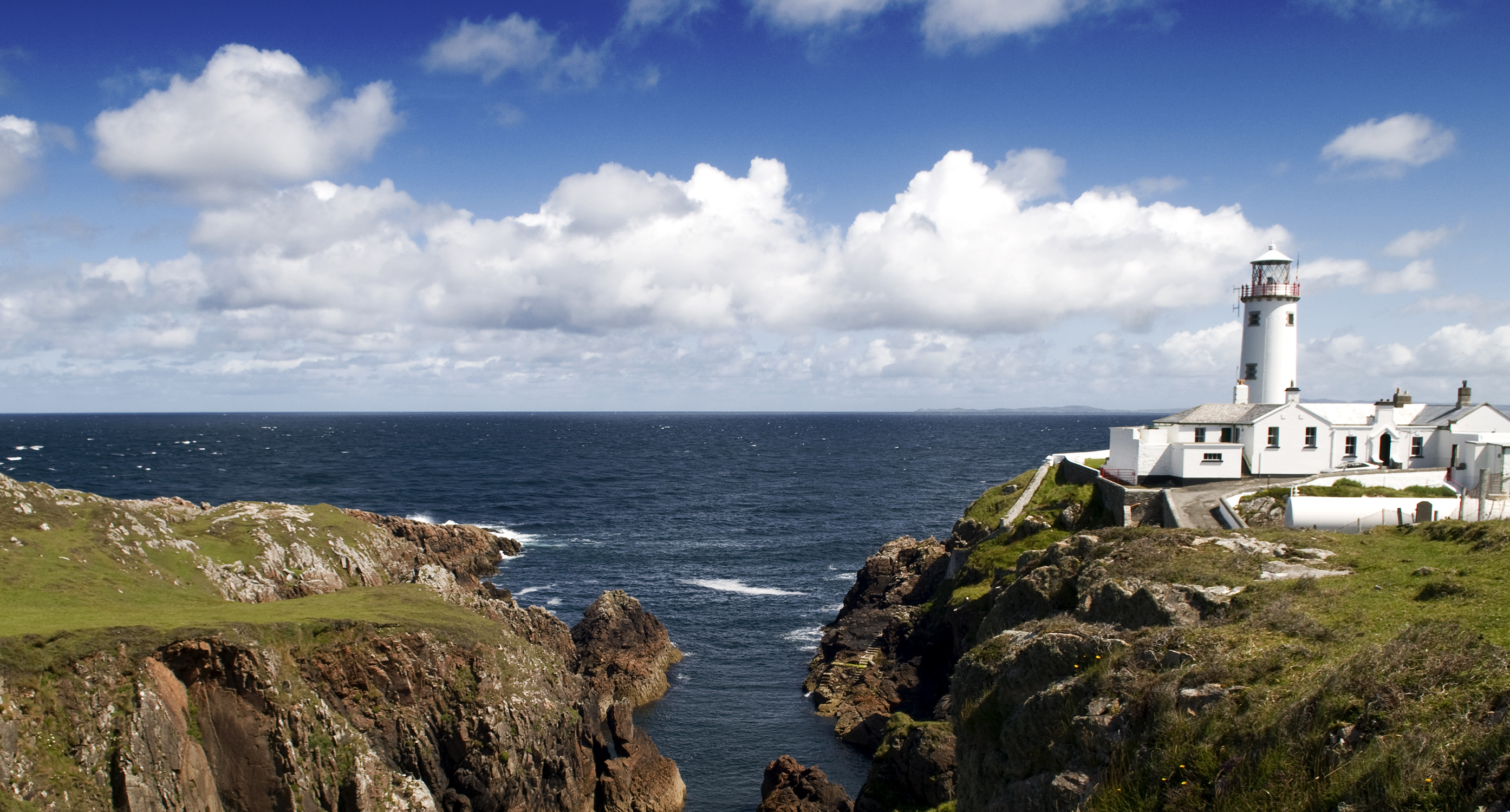
Il faro di Fanad con in lontananza Inishowen nei pressi di Capo Malin

Da Magheroarty in poi l'area torna radicalmente brulla, se non per la vegetazione tipica irlandese composta di erica e di prato dovuto al clima, e aspramente rocciosa ed è formata da numerose penisole orientate a nord. La prima che si incontra è la selvaggia area di Horn Head, un promontorio che si spinge a nord dai pressi di Dunfanaghy cadendo in mare ad altezza che raggiungono i 180 metri in maniera pressoché verticale. L'ambiente è caratterizzato da alternarsi di suggestive spiagge a tratti di scogliera drammatici. Oltre la suggestiva spiaggia di Dunfanaghy si apre la Sheephaven Bay, la cui parte interna è formata da spiagge piuttosto vaste, piccoli isolotti come Roy Island. La penisola successiva, delimitata ad ovest dalla Sheephaven Bay e ad est dall'insidiosa Baia di Mulroy è Rosguill, formata da un alternarsi di spiagge molto apprezzate dai turisti come quella di Rosapenna, ad ambienti più esposti a nord e caratterizzati da spiagge più selvagge, come la Rossan Strand. Fanad, collegata a Rosguill da un ponte, presenta ambienti simili ma ancor più incontaminati ed estremi nella sua parte settentrionale in prossimità del noto faro particolarmente visitato da turisti e fotografi. Nella penisola di Fanad sono presenti sulla costa molte località rinomate come Portsalon, nelle cui vicinanze è situata la spiaggia di Ballymastocker, una delle più belle d'Irlanda e votata dal Guardian come la seconda più bella al mondo, così come Rathmullan e Ramelton. Il Lough Swilly separa Fanad dall'ultima penisola, la più orientale del Donegal e la più vasta d'Irlanda, Inishowen, conosciuta per le sue enormi spiagge dorate e per gli ambienti estremi. Inishowen è bagnata ad ovest dallo Swilly mentre ad est dal Lough Foyle. Il tratto costiero è particolarmente scenografico in tutto il suo complesso e raggiunge in Capo Malin, un promontorio desolato e proteso verso nord-ovest, il punto più settentrionale dell'isola d'Irlanda.
Al largo di Inishowen, poco a nord di Capo Malin, è situato l'isolotto disabitato di Inishtrahull, la terra della Repubblica d'Irlanda posta più a nord.

### Idrografia

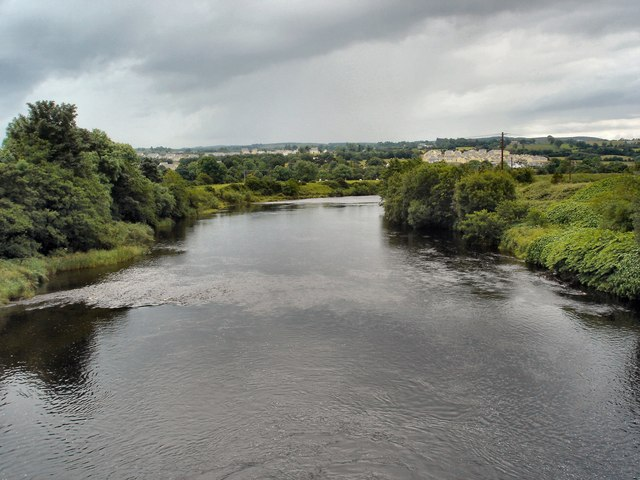
Il Finn tra Ballybofey e Stranorlar

L'acqua è un elemento che caratterizza in maniera notevole il territorio della contea, pur forse in maniera minore rispetto alle altre. Il terreno è spesso acquitrinoso o in ogni caso attraversato frequentemente da rigagnoli o fiumi di modeste dimensioni, spesso apprezzati per la pesca, ma non ci sono presenti vasti laghi o fiumi noti in maniera particolare al di fuori dei confini del Donegal.
I due fiumi principali sono il Foyle, che sfocia nell'omonimo Lough Foyle, e l'Erne. Entrambi tuttavia scorrono per soli brevi tratti nel Donegal, il primo entrandovi solamente nei pressi di Strabane e segnando il confine per pochi chilometri con le contee nordirlandesi di Tyrone e Londonderry prima di rientrare totalmente in Irlanda del Nord ed attraversare Derry; il secondo invece entrando pienamente nel territorio della contea ma per il solo tratto finale del suo corso, circa 7 km, nei quali attraversa la cittadina di Ballyshannon prima di sfociare nell'Atlantico in un suggestivo estuario. Lungo il corso dell'Erne, poco prima di Ballyshannon, è posta una centrale idroelettrica. Gli altri fiumi della contea sono, seppur assai numerosi, di scarsa rilevanza. Si distinguono soltanto il Finn, più che altro per la nota vallata che forma prima di passare per le zone coltivabili del Donegal, nonché il Gwebarra, di modesta lunghezza ma che genera una lunga e stretta baia nel gettarsi nell'Atlantico, l'Eske che attraversa Donegal Town ed infine il fiume Swilly, che attraversa Letterkenny e la cui foce diventa la vasta insenatura del Lough Swilly.

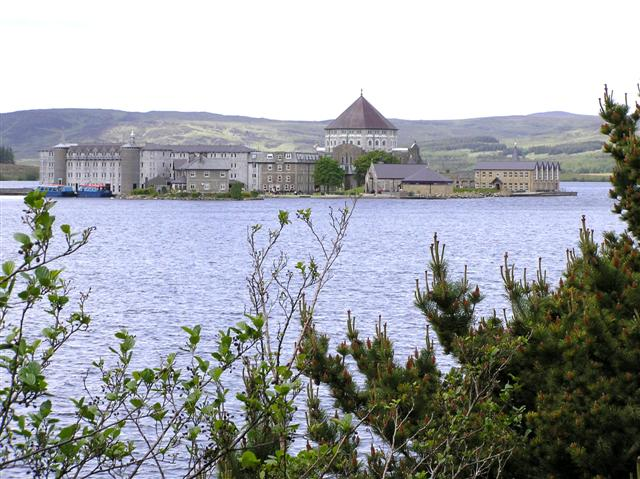
Il Lough Derg ed il suo famoso Purgatory

Dei numerosi specchi d'acqua e laghi, il più grande del Donegal è il Lough Derg, situato nel Pettigo Plateau nell'area sud-orientale della contea a poca distanza dal confine. Si tratta di un lago piuttosto esteso ma poco profondo, apprezzato per la pesca e gli ambienti naturali ma in particolare visitato per la presenza su una delle sue isole, Station Island, di un famoso monastero chiamato il Purgatory, tutt'oggi visitato grazie a delle imbarcazioni dai fedeli. L'area del Derg è comunque caratterizzata da numerosi altri laghi come il Dunragh. Poco a nord di Donegal Town è presente il Lough Eske formato dall'omonimo fiume, ben noto per la pescosità delle sue acque e per delle leggende sulla presenza di un mostro nelle sue acque. Nel nord della contea i laghi degni di nota sono quelli intorno al monte Errigal, particolarmente stretti e lunghi poiché formatisi all'interno di glen e valli glaciali. Particolarmente vistoso è il sistema di laghi formato dal noto Lough Dunlewy a ridosso del Poison Glen, diviso da una piccola diga dal Lough Nacung Upper a sua volta collegato dal Lough Nacung Lower da un brevissimo tratto di fiume. A livello paesaggistico i laghi in questione accompagnano i viaggiatori diretti da Gaoth Dobhair verso l'Errigal e Glenveagh e sono spesso immortalati in numerose foto. Lo stesso Glenveagh all'interno contiene uno stretto e suggestivo lago, mentre oltre la pendice settentrionale dell'Errigal è presente l'Altan Lough, apprezzabile in maniera particolare dall'alto scalando il monte.
Altri laghi degni di essere menzionati sono il Gartan Lough, luogo natale di San Columba di Iona, il Lough Finn all'interno del suggestivo Finn Glen, il Lough Anure vicino Crolly, il Lough Fern ed il Glen Lough vicino Milford e l'Assaroe vicino Ballyshannon. La zona dei Rosses è costellata da numerosi laghetti e stagni, tra i principali il Dunglow Lough accanto all'omonimo abitato.

### Clima
Il clima del Donegal è fortemente influenzato dalla Corrente del Golfo e dal limitrofo oceano Atlantico, caratterizzato da temperature miti, rispetto alla latitudine della contea, e da giornate molto umide e ventose, quasi sempre piovose.

### Baronie
Sono otto le baronie tradizionali della contea:
- Banagh
- Boylagh
- Inishowen East
- Inishowen West
- Kilmacrennan
- Raphoe North
- Raphoe South
- Tirhugh

## Storia

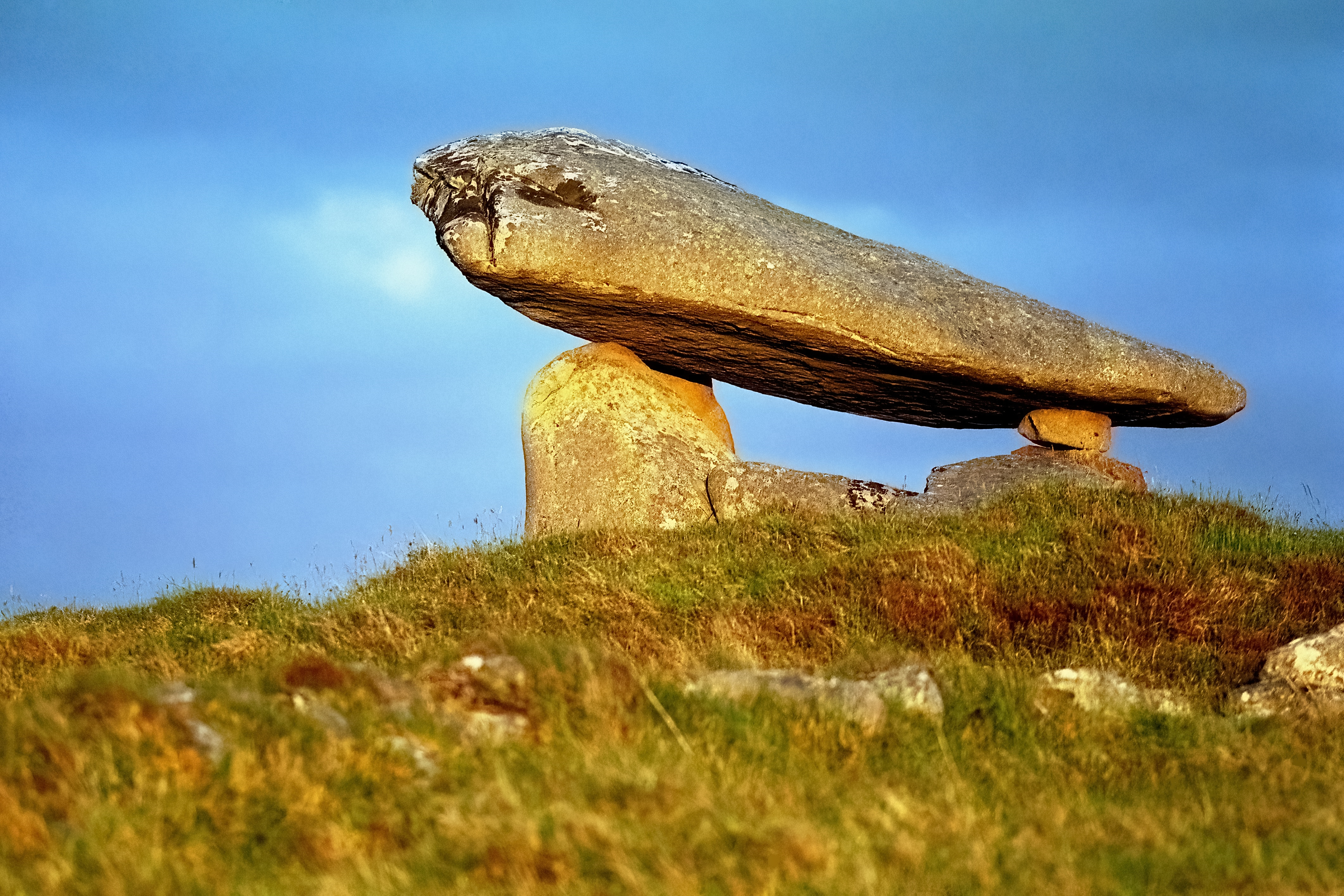
Dolmen di Kilclooney, antico più di 4000 anni

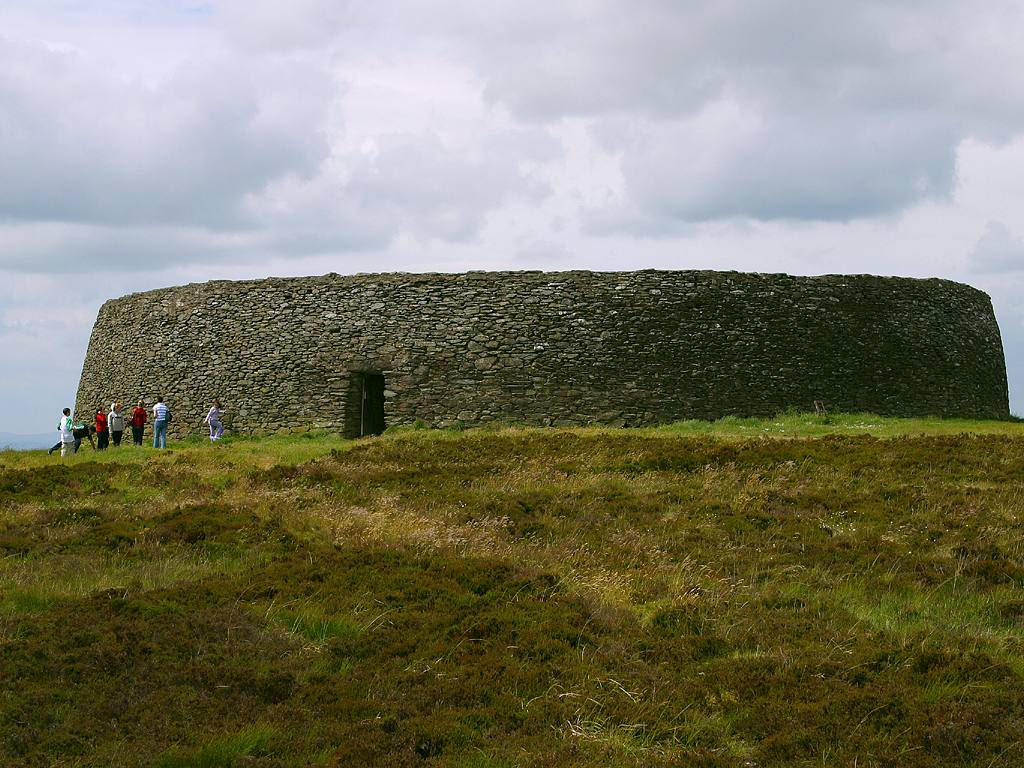
Griahan of Aileach

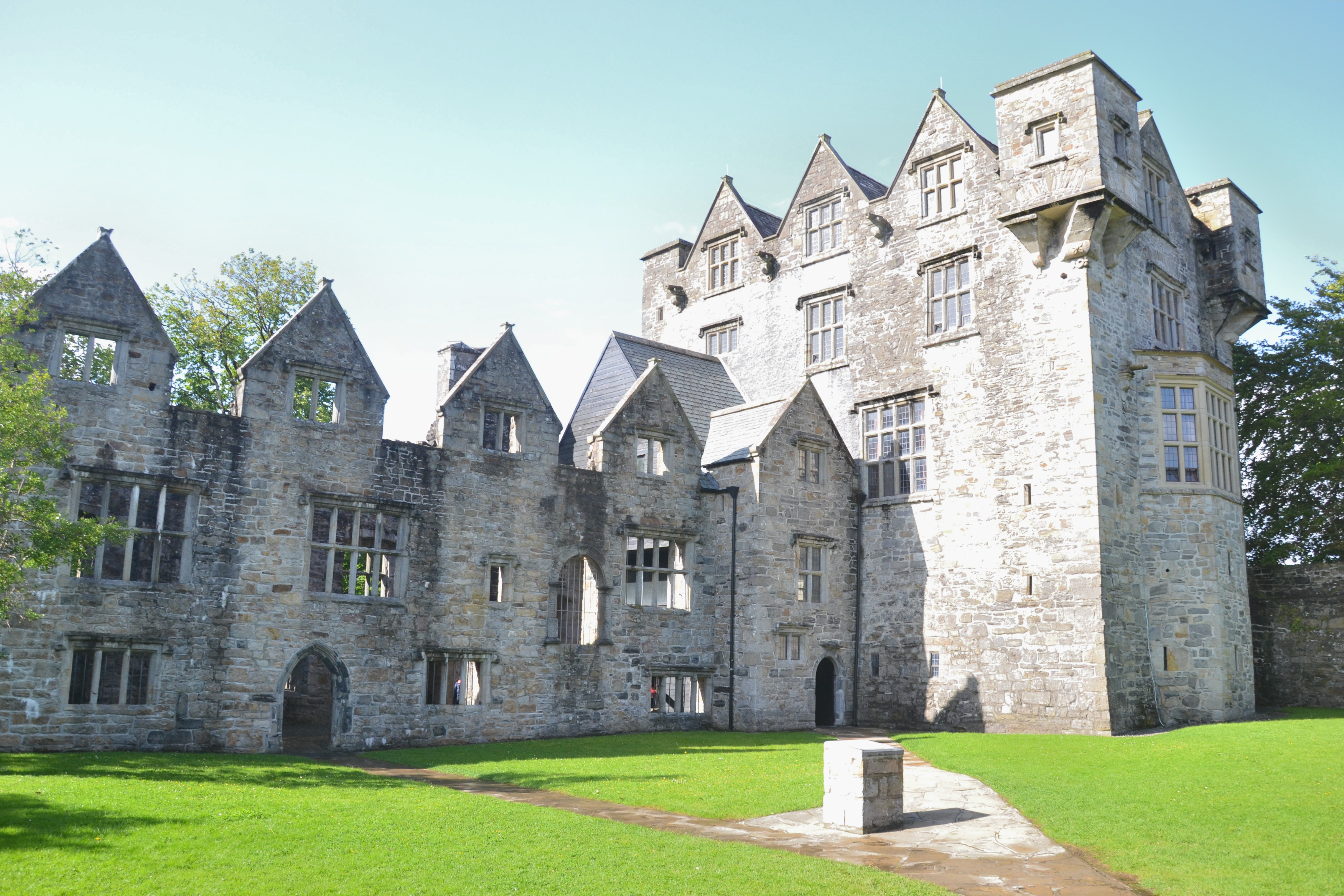
Donegal Castle, dimora degli O'Donnell

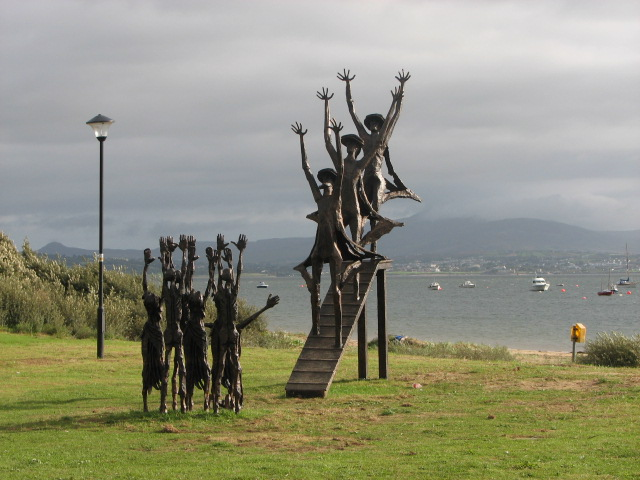
Monumento al Volo dei Conti a Rathmullan

È indubbia la presenza dell'uomo in Donegal già in epoche preistoriche, stante la massiccia presenza di monumenti megalitici di periodi ben diversi tra loro disseminati in tutto il territorio della contea, situazione piuttosto analoga al resto della nazione. Tra i vari possono essere citati ad esempio il dolmen di Kilclooney come anche le tombe megalitiche nei pressi di Glencolumbkille.
Svariate volte nell'arco della storia, la contea è stata chiamata Tirconaill, County Tirconnell o County Tyrconnell (dal gaelico Contae Thír Chonaill). Tale nome fu utilizzato anche ufficialmente nel periodo 1922–1927. Il riferimento era sia all'antico túath di Tír Chonaill che alla contea che lo sostituì.
Il Donegal è famoso per essere stato la patria d'origine del leggendario Clann Dálaigh, il cui ramo più famoso era quello del Clann Ó Domhnaill, meglio conosciuto con l'appellativo inglese O'Donnell. Stanziati in Donegal fino al XVII secolo, gli O'Donnell furono una delle famiglie più ricche ed influenti gaeliche (gli indigeni irlandesi) che comandavano in Irlanda. All'interno della provincia dell'Ulster soltanto il can Clann Uí Néill (O'Neill) dell'attuale Contea di Tyrone poteva ritenersi più influente. Gli O'Donnell in ogni caso furono la seconda potenza dell'area a partire dal XIII secolo fino all'inizio del XV secolo. Per svariati secoli gli O'Donnell comandarono nel Tír Chonaill, un regno gaelico che comprendeva i territori occidentali dell'attuale contea e ricopriva quasi totalmente i confini odierni. Il capo della famiglia O'Donnell vantava i titoli di An Ó Domhnaill (che significa semplicemente l'O'Donnell) e di Rí Thír Chonaill (Re di Tír Chonaill). Stanziati al Donegal Castle di Dún na nGall (l'attuale Donegal Town), i Re di Tír Chonaill venivano tradizionalmente incoronati al Rocca di Doon vicino Kilmacrenan. Il dominio O'Donnell fu definitivamente cessato con la creazione della nuova contea di Donegal nel settembre del 1607, a seguito del Volo dei conti dalla vicina Rathmullan.
Precedentemente agli O'Donnell, limitatamente alla penisola di Inishowen e nelle zone circostanti, dominava invece il clan dei Mac Lochlainn. Testimone più evidente della presenza di questa popolazione è l'imponente Grianan of Aileach, nei pressi di Derry, che domina da una collina centrale tutta l'area di Inishowen e dei territori vicini. Il periodo di maggiore influenza di queste popolazioni si ebbe tra il IX ed il XII secolo, quando i Normanni invasero le aree interessante estromettendo progressivamente il clan insediato.
La moderna Contea di Donegal fu costituita su ordine della Corona inglese nel 1585. Le autorità inglesi al Dublin Castle formarono la nuova contea unendo l'antico regno di Tír Chonaill con la vecchia Signoria di Inishowen. Nonostante questo atto formale, le autorità inglesi non riuscirono a stabilire un controllo effettivo sull'area fino alla Battaglia di Kinsale del 1602 ed al già citato Volo dei conti avvenuto cinque anni dopo. La contea subì successivamente, dal 1610 la cosiddetta Plantation of Ulster.
Il Donegal fu una delle aree più colpite dell'Ulster durante la Grande carestia irlandese. Vasti appezzamenti della contea furono devastati da questa catastrofe, col risultato che numerose aree si spopolarono in maniera permanente ed enormi quantità di persone emigrarono in massa dal porto di Derry. Gran parte degli emigranti raggiunse la città di Glasgow, nella Scozia meridionale.
La Partition of Ireland dei primi anni venti ebbe un impatto deciso sul Donegal. La suddivisione politica la tagliò fuori, economicamente ed amministrativamente, da Derry, che era stata il porto, snodo ferroviario e stradale e centro finanziario principale della contea. Derry, assieme al West Tyrone, furono infatti inglobati in una nazione completamente differente, l'Irlanda del Nord.
Non solo, ma a causa della partition, il Donegal risultava tagliato particolarmente fuori anche dal nuovo Stato di cui faceva parte, lo Stato Libero d'Irlanda che sarebbe divenuto Repubblica d'Irlanda dal 1949, essendo connessa al resto della nazione da un piccolo lembo di terra. Questa situazione creò nell'immediato un crollo della situazione economica locale, esacerbando affari, traffici e situazioni precedenti stabilite da tempo. Anche attualmente l'economica locale risente moltissimo ad esempio, così come quella di Derry del resto, delle fluttuazioni e svalutazioni economiche tra Euro e Sterlina.
Non solo, ma durante il XX secolo il Donegal fu una delle contee più interessate dai Troubles rispetto al resto della Repubblica d'Irlanda, stante anche la sua posizione geografica. La contea soffrì numerosi attentati ed almeno due omicidi. Nel giugno del 1987, il Constable Samuel McClean, un uomo del Donegal che lavorava nella R.U.C., fu ucciso con un colpo d'arma da fuoco dall'I.R.A. nella sua casa vicino Drumkeen. Nel maggio 1991, l'emergente politico del Sinn Féin, il Consigliere Eddie Fullerton, fu assassinato dalla U.D.A. nella sua casa di Buncrana. Tutti questi episodi rallentarono ulteriormente l'economia dell'area già particolarmente in difficoltà. I successivi Accordi di Belfast dell'aprile del 1998 hanno migliorato di molto la situazione portando benefici anche economici all'area.
Recentemente il Donegal è stato etichettato come forgotten county ("contea dimenticata" dai suoi politici, a seguito della crescente regolarità con cui viene ignorato dal governo centrale, anche in tempo di crisi.

## Luoghi d'interesse
- Baia di Donegal:
  - Slieve League, St.John's Point;
- Donegal occidentale (Tyrconnel):

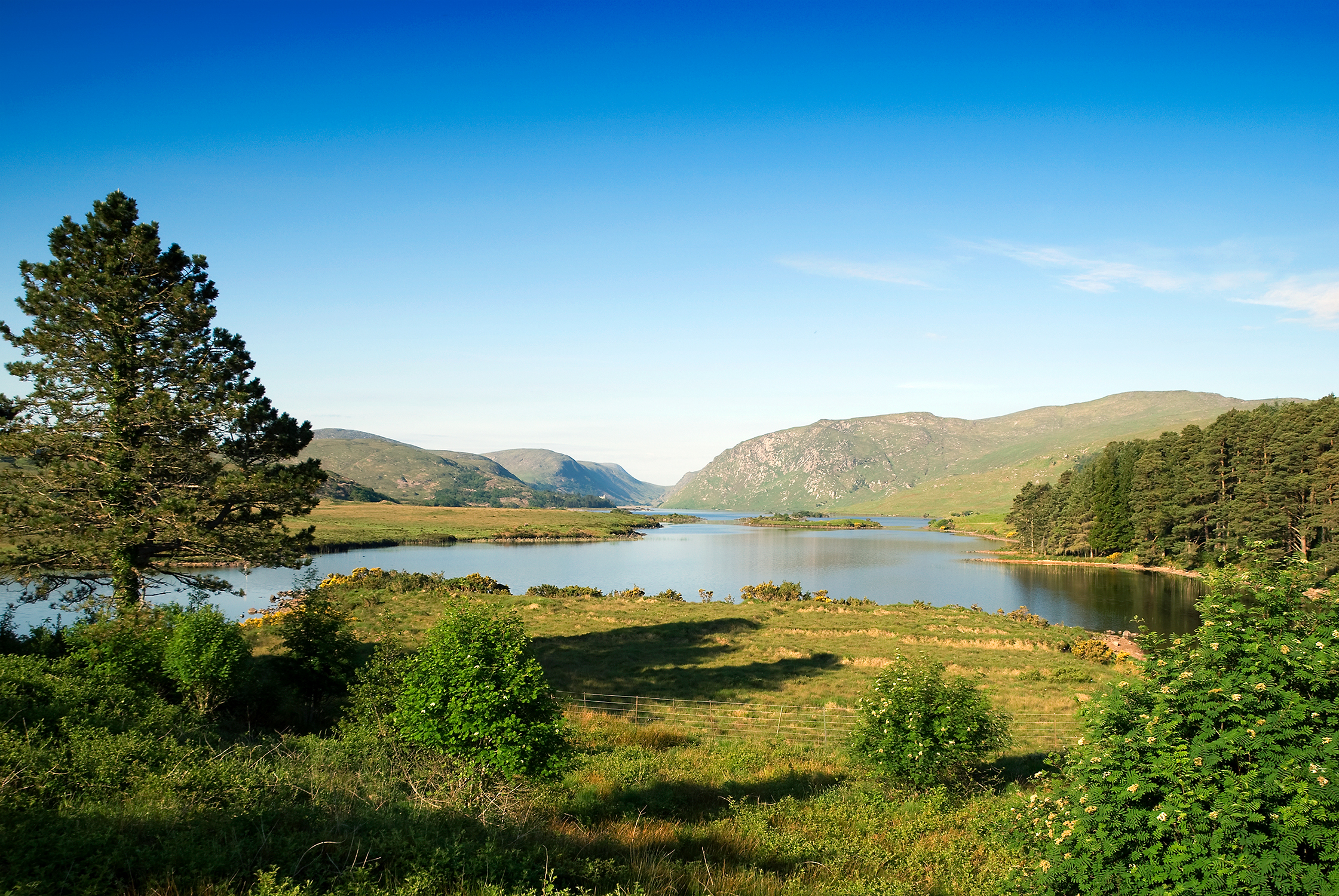
Il Glenveagh National Park

  - Glengesh, The Rosses, Glenveagh National Park, Poison Glen, Errigal;
- Inishowen:
  - Grianan of Aileach, Mamore Gap, Malin Head (punta estrema a settentrione dell'Irlanda)
- Donegal nord-occidentale:
  - Fanad Head, Rosguill, Horn Head, Bloody Foreland;
- Isole:
  - Toraigh, Árainn Mhór, Inis Bó Finne, Uaigh, Gabhla.

## Cultura
A livello culturale il Donegal è senz'altro una delle contee più prolifiche ed interessanti d'Irlanda. Gran parte della contea è considerata come un bastione della cultura gaelica, di antiche tradizioni e soprattutto della lingua irlandese.

### Lingue e dialetti

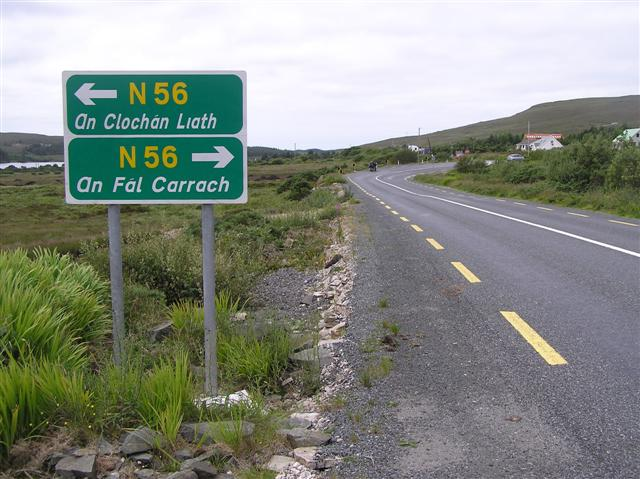
Segnali stradali unicamente in gaelico nella gaeltacht di Gaoth Dobhair

L'importanza del Donegal per il gaelico irlandese è fondamentale. La gaeltacht presente nella contea è la più vasta per territorio in Irlanda e la seconda per importanza. Della popolazione che vive nelle oasi linguistiche, su 24.744 residenti ben 17.132 dichiarano di saper parlare irlandese correttamente. L'area più importante è talmente estesa e vitale che esistono ben tre distretti informali di aree in cui si parla correntemente il gaelico: Gaoth Dobhair, i Rosses e Cloughaneely, tutti contigui e che si estendono nella zona nord-orientale della contea. Un'altra zona molto importante è la Gaeltacht an Láir: si estende da Glencolmcille fino al centro della contea e raggiunge, anche se con interruzioni, a Fanad e Rosguill. Costituiscono della gaeltacht peraltro anche le isole di Árainn Mhór (particolarmente gettonata tra gli studenti di gaelico), isola di Toraigh ed Inis Bó Finne. L'area più importante è Gaoth Dobhair , la parrocchia più vasta di parlanti irlandese, con 5.000 abitanti. Tutte le scuole della regione utilizzano principalmente l'irlandese come lingua di insegnamento. Uno dei college costituendi della NUI Galway, la Acadamh na hOllscolaíochta Gaeilge, ha sede proprio a Gaoth Dobhair. Ci sono 1005 studenti che frequentano le cinque Gaelscoileanna e due Gaelcholáistí nel resto della contea.
Da segnalare inoltre che al di fuori delle gaeltacht, durante il censimento del 2006 ben 7.218 abitanti della contea hanno dichiarato di saper parlare correttamente il gaelico.
Va precisato che il gaelico parlato in Donegal differisce in maniera marcata rispetto allo standard insegnato e parlato da istituzioni, enti di istruzione e media nazionali. Questo perché si tratta del cosiddetto Ulster Irish, una variante del gaelico che veniva parlata originariamente nell'Ulster. Tale variante era ulteriormente suddivisa in gaelico dell'Ulster occidentale e orientale: il primo è quello che tuttora viene preservato nella contea, il secondo sparito totalmente in Irlanda del Nord, è stato parlato residualmente su Inishowen fino all'inizio del XX secolo fino a sparire del tutto, tanto che la penisola non ha alcuna area linguisticamente protetta. Gli stessi abitanti del Donegal ammettono che la loro pronuncia è spesso differente dal gaelico parlato dalle trasmittenti radiofoniche specializzate nazionali, così come l'accento è molto peculiare.

### Letteratura

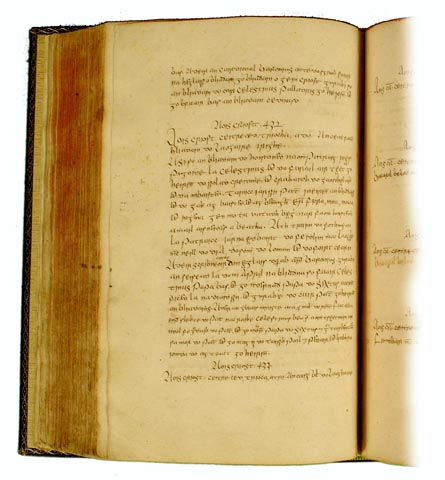
Gli Annali dei Quattro Maestri redatti e compilati in un monastero francescano sulle sponde del fiume Drowes, oggi sul confine tra Donegal e Leitrim

Il Donegal vanta una lunga tradizione letteraria sia in gaelico irlandese che inglese. Il famoso poeta navigatore irlandese Patrick MacGill, autore di molte opere riguardanti le esperienze di immigrati irlandesi in Gran Bretagna all'inizio del XX secolo, come The Rat Pit e lo scritto autobiografico Children of the Dead End, proveniva dall'area di Glenties. Proprio a Glenties è situata una scuola estiva di letteratura che porta il suo nnome. Il novellista e politico socialista Peadar O'Donnell era invece originari dei The Rosses. Il poeta William Allingham era di Ballyshannon, mentre tra gli autori più moderni si può annoverare il romanziere e poeta Frank McGuinness, di Inishowen e lo scrittore Brian Friel, nato ad Omagh ma originario di Glenties, luogo che ha poi scelto per vivere. Molte delle storie di Friel sono ambientate nella fittizia cittadina del Donegal di Ballybeg, ispirata proprio a Glenties.
In realtà in Donegal sono stati prodotti scritti sin dall'Alto Medio Evo. L'opera più importante sono gli Annali dei Quattro Maestri, scritti sia in latino che gaelico e fonte storica particolarmente importante. Il filosofo irlandese John Toland nacque ad Inishowen nel 1670. È stato considerato il primo libero pensatore da George Berkeley ed è uno degli artefici della diffusione della massoneria in Europa continentale. 
Le zone gaeliche del Donegal in tempi recenti hanno portato in auge autori come i fratelli Séamus Ó Grianna e Seosamh Mac Grianna dai Rosses così come il poeta in lingua irlandese, piuttosto controverso, Cathal Ó Searcaigh da Gortahork nella zona di Cloughaneely, dove è conosciuto dai locali come Gúrú na gCnoc ('il Guru delle Colline').

### Musica

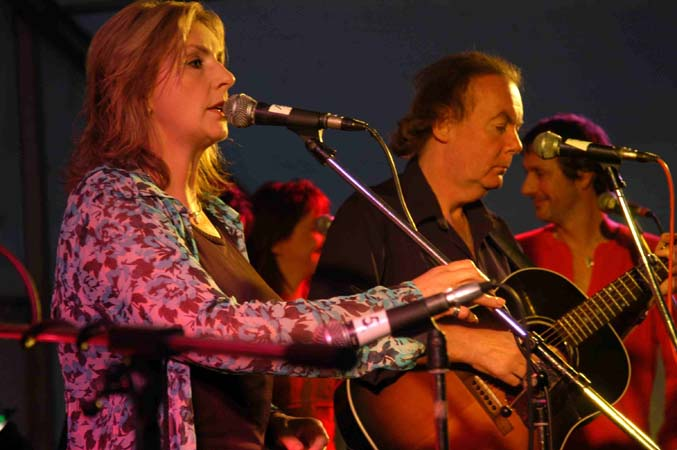
I Clannad durante una session live nel noto pub di famiglia, la Leo's Tavern

Come altre aree marittime dell'Irlanda occidentale, il Donegal si evidenzia per una caratteristica tradizione nell'uso del fiddle, il violino celtico: la Donegal fiddle tradition, ovvero la tipologia dell'uso tecnico del violino così come la tipologia di melodie associate, è una delle più famose in tutto il mondo e più particolari nell'ambito della musica folk irlandese. La musica folk è ampiamente suonata da artisti come da amatori nei vari pub della contea, dove le session live sono oltremodo frequenti, in particolari in tutte le gaeltacht e nella zona tra Ardara e Glenties.
Il Donegal è da sempre culla di grandi artisti musicali che spaziano in vari generi: band di fama mondiale come i Clannad e gli Altan, così come la cantante Enya, provengono tutti dall'area di Gaoth Dobhair, dove la musica tradizionale e la passione per il canto sono particolarmente vivi. I Clannad così come agli esordi Enya hanno cantato e tuttora a volte cantano nel noto pub del padre, la "Leo's Tavern" (Tabhairne Leo) nei pressi del villaggio di Crolly.
La musica del Donegal ha notevolmente influenzato anche artisti non originari dell'area, tra i vari cantanti folk e pop come Paul Brady e Phil Coulter. Il cantante Daniel O'Donnell è divenuto una sorta di ambasciatore popolare della contea in ambito turistico e culturale. Anche la musica più popolare ha avuto il suo contributo dalla contea: l'artista rock più acclamato è senz'altro Rory Gallagher che nonostante abbia vissuto per molto tempo a Cork, è nato e cresciuto nella piccola cittadina di Ballyshannon, che ogni anno lo celebra e ricorda in un festival blues-rock che si tiene ad inizio giugno. Altri artisti apprezzati sono la band folk-rock Goats Don't Shave, il partecipante all'Eurocontest Mickey Joe Harte ed il gruppo indie-rock The Revs. In tempi più recenti hanno ricevuto attenzione dalla stampa ed in particolare dalla rivista Hot Press band come i In Their Thousands e Mojo Gogo.

## Geografia antropica

### Cittadine

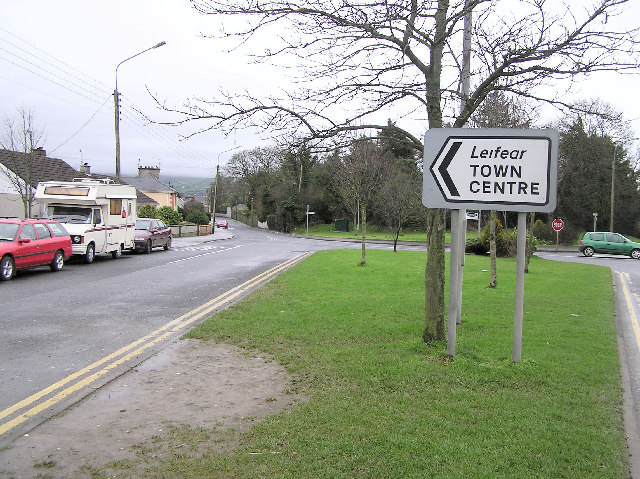
Lifford, piccola cittadina al confine con l'Irlanda del Nord, è la county town del Donegal

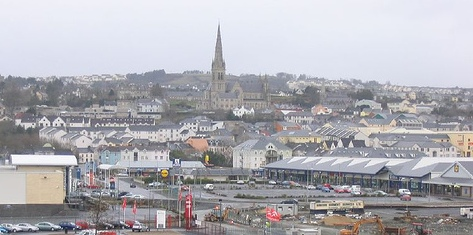
Letterkenny è la città più grande e popolata della contea

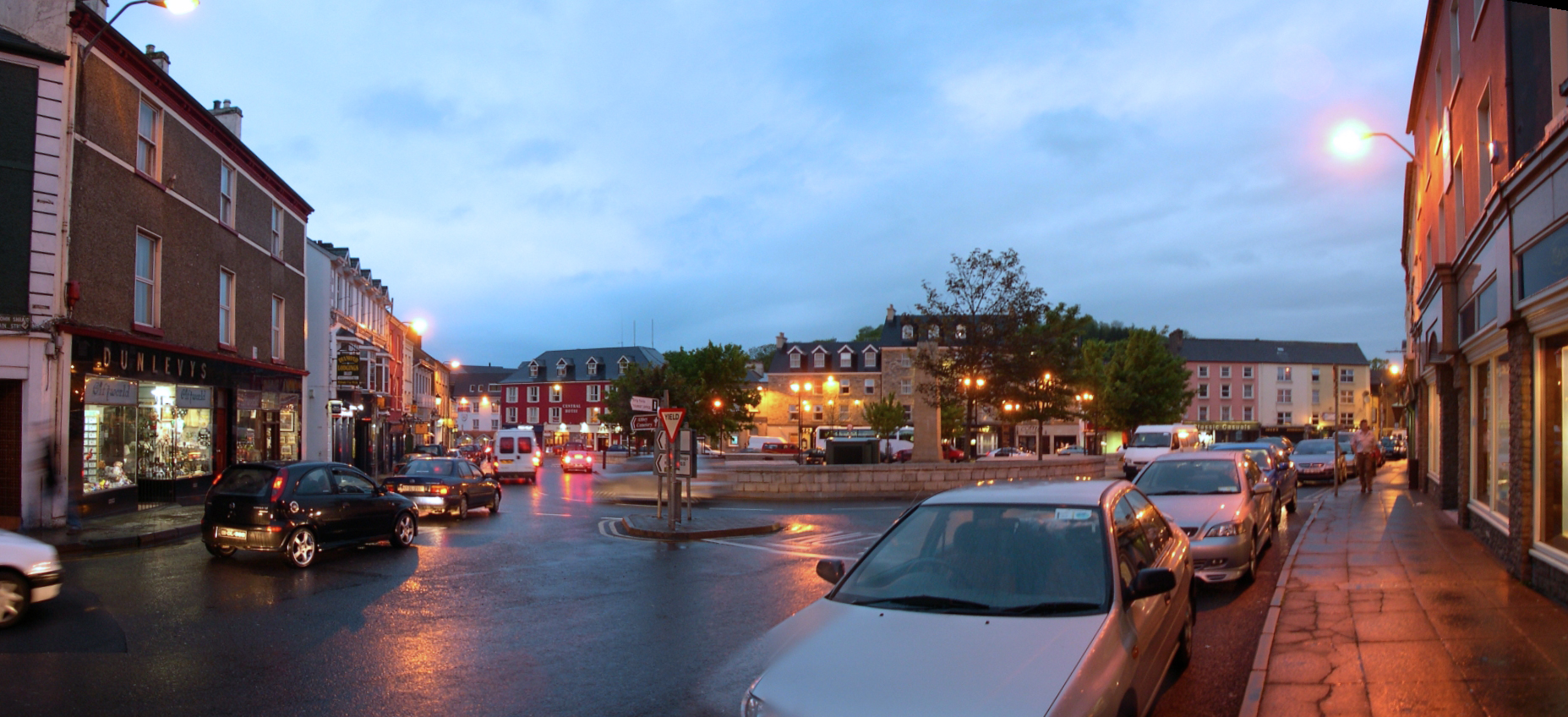
La storica cittadina di Donegal dà il nome alla contea senza essere tuttavia il centro amministrativo o più grande

- Lifford, la county town, al confine con l'Irlanda del Nord e nella zona centro-orientale della contea
- Letterkenny, la maggiore città in termini di popolazione e dimensioni, è situata sul Lough Swilly nella parte centro-settentrionale della contea, ed è il centro di fulcro del Donegal.
- Donegal Town, la cittadina che dà il nome alla propria contea, centro storico abbastanza importante e molto visitato dai turisti.

### Centri importanti
- Ardara
- Ballybofey
- Ballyshannon
- Buncrana
- Bundoran
- Burtonport
- Carndonagh
- Clonmany
- Donegal
- Dunfanaghy
- Dungloe
- Glenties
- Glencolmcille
- Greencastle
- Gaoth Dobhair
- Killybegs
- Milford
- Moville
- Muff
- Portsalon
- Rathmullan
- Stranorlar

## Economia
L'economia del Donegal si basa quasi esclusivamente sull'allevamento ovino, la coltivazione nelle zone fertili ma, soprattutto, sul turismo parecchio diffuso. Importante anche il settore ittico, specialmente nelle zone di Killybegs, da sempre porto principale d'Irlanda per la pesca, che tuttavia sta subendo un duro colpo economico dai nuovi limiti imposti dall'Unione europea.
Negli ultimi anni si sono registrati vari tentativi di insediare varie industrie. In quella manifatturiera è da annoverare senz'altro quella tessile per quel che riguarda la famosa variante di tweed chiamata Donegal Tweed, relativamente diffusa in tutta la contea ma che ha il suo epicentro in Ardara.

## Infrastrutture e trasporti
La contea è attraversata longitudinalmente da due arterie principali: la N15, che collega Donegal a Letterkenny, che si snoda poi nella N14 che collega Lifford e Derry; la N56, sulla costa occidentale, molto meno agevole della prima, ma senz'altro più suggestiva: in alcuni punti, come il Glengesh pass, diviene strettissima e praticamente deserta per svariati chilometri.
La N15 ha subito parecchie modifiche specialmente nel tratto tra Bundoran e Donegal Town, con la costruzione di passanti che evitano le trafficate cittadine e agevolano il viaggio verso il nord della contea.
Da parecchi decenni non esiste un sistema ferroviario, a causa dell'elevato costo di manutenzione non compensato da un'adeguata affluenza di clienti, mentre nella parte nord-occidentale del Donegal è presente un piccolo aeroporto nazionale.

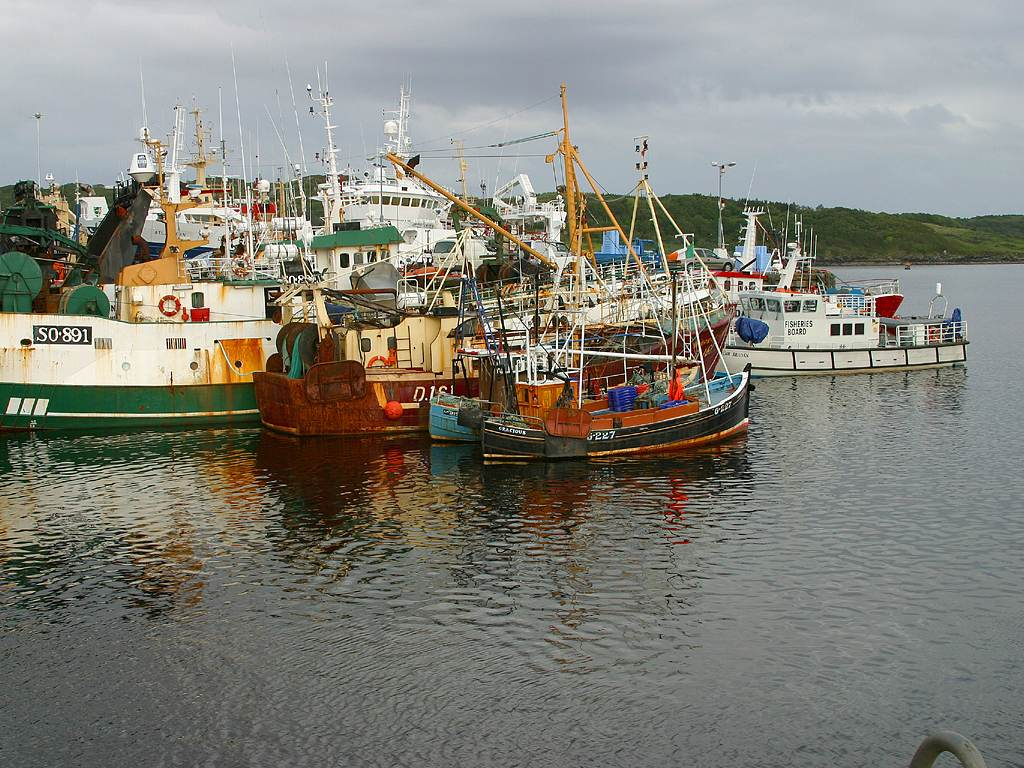
Il porto di Killybegs, da sempre di centrale importanza nel mercato ittico nazionale
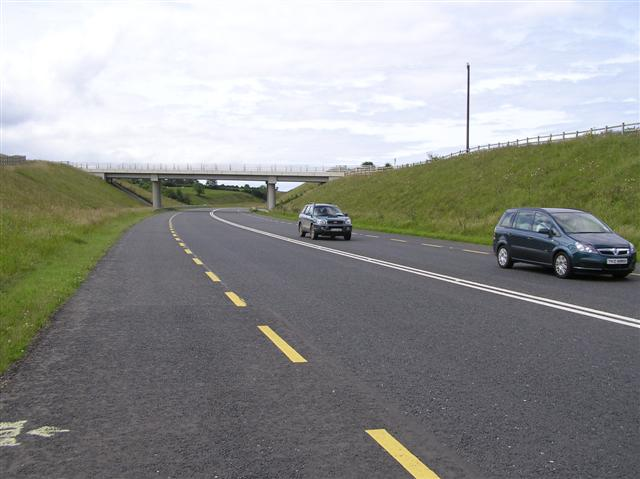
La N15 nei pressi di Ballyshannon, dal 2005 evitata insieme a Bundoran da un passante esterno.
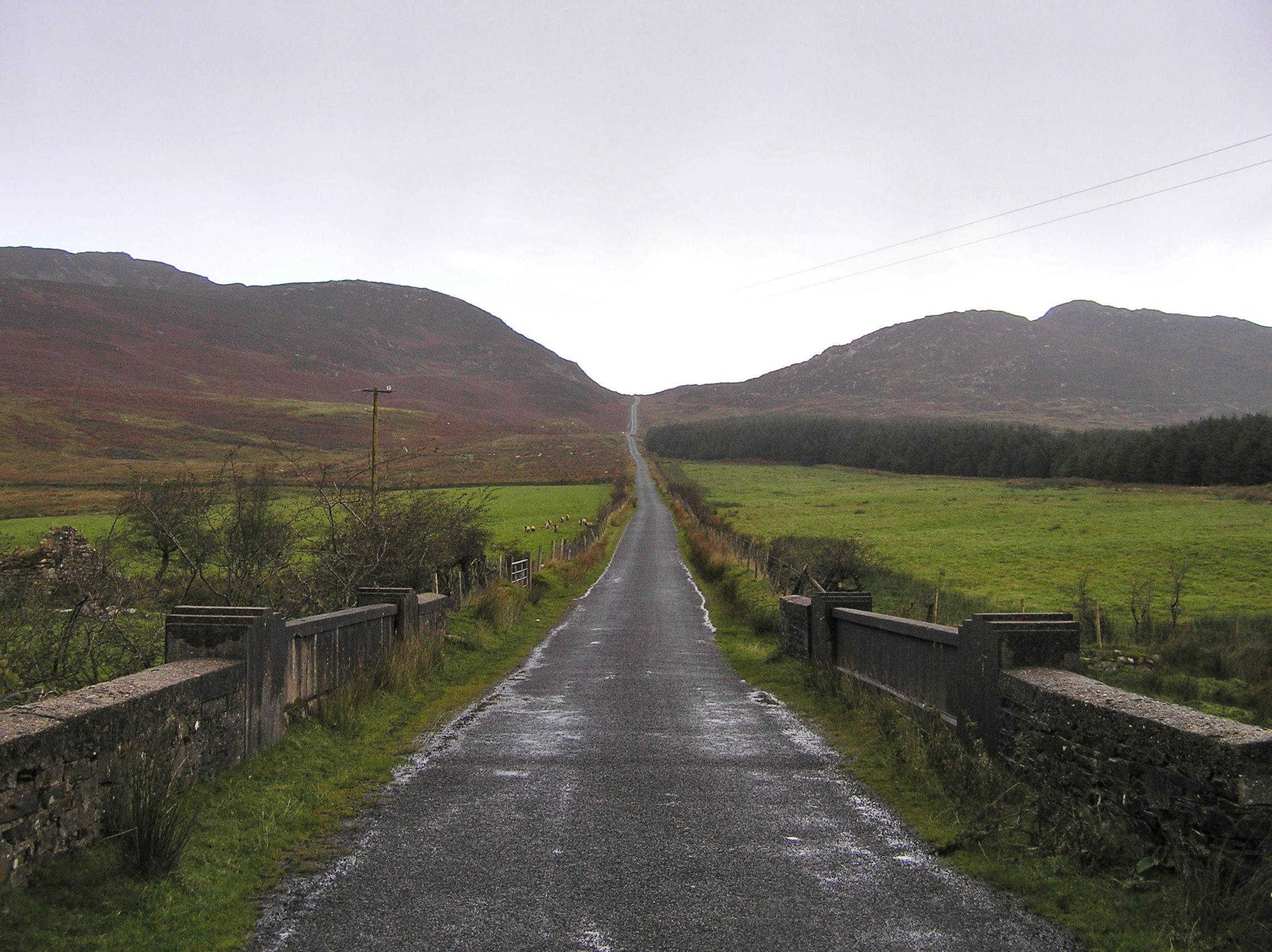
Gap of Mamore su Inishowen, tratto di strada particolare che riassume tuttavia lo stato di gran parte delle strade locali
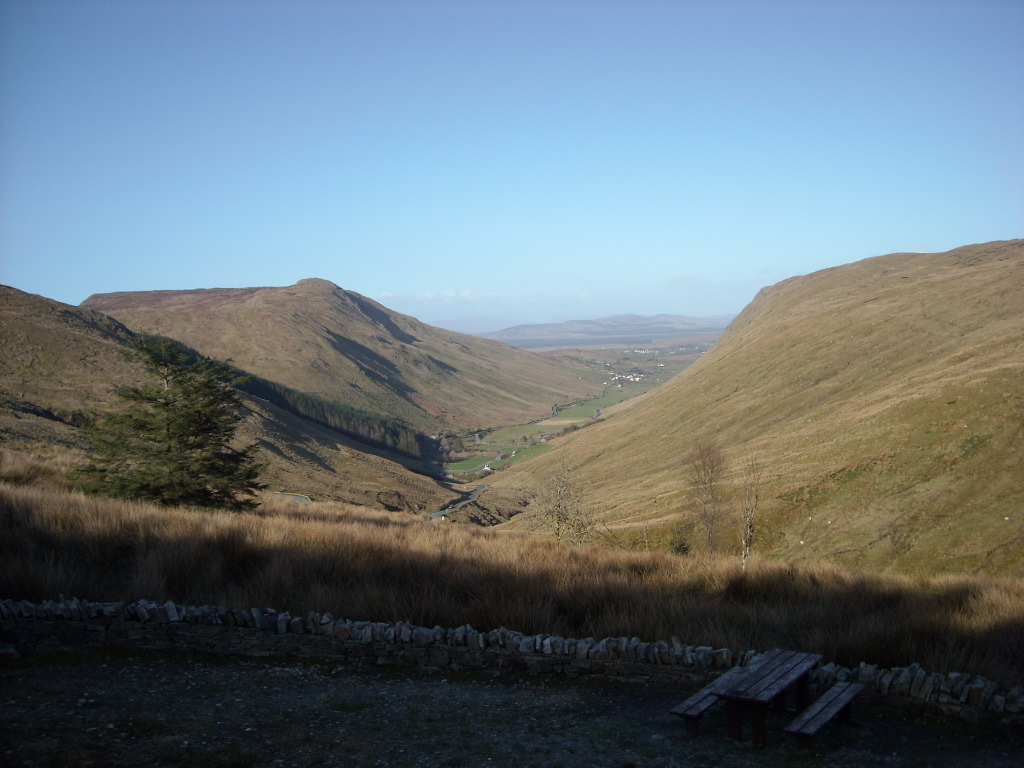
Il Glengesh pass vicino Ardara è un tratto di strada suggestivo e desolato
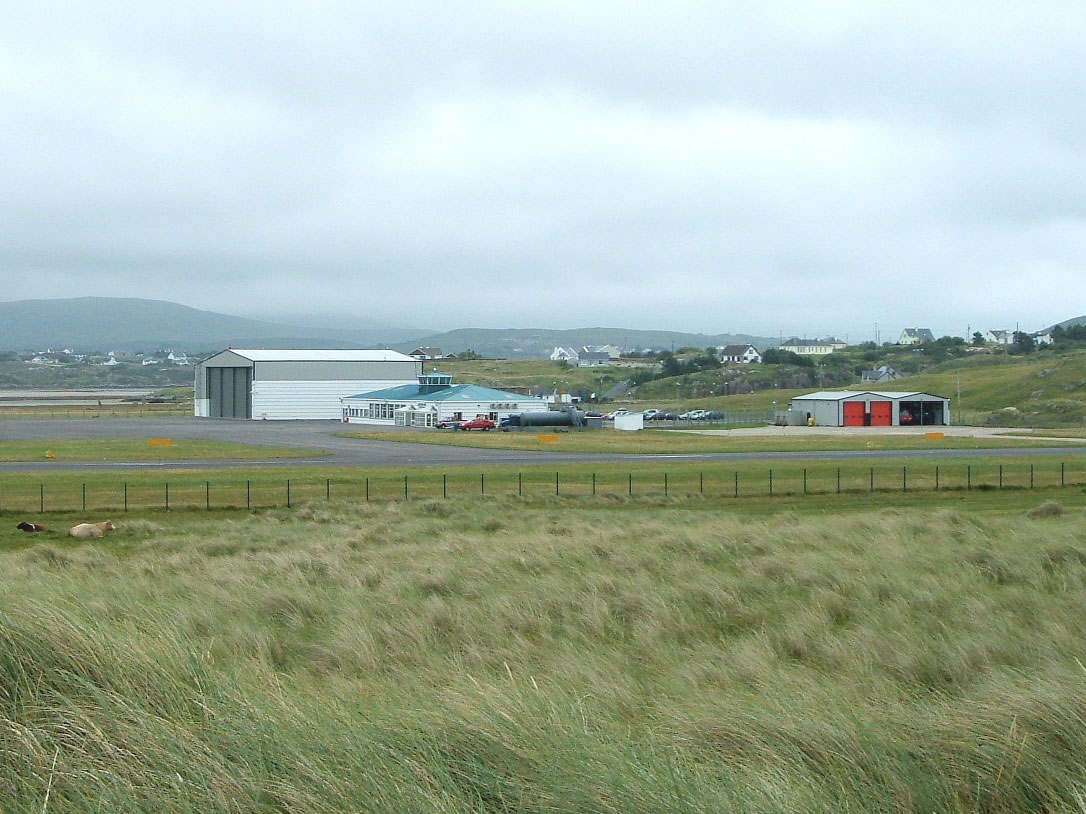
Il Donegal Airport

## Amministrazione

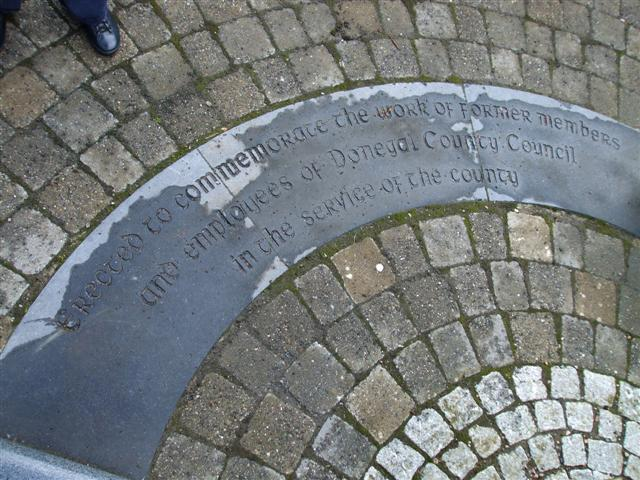
Iscrizione a Lifford davanti al Consiglio della Contea

Il County Council della contea è formato da 29 membri eletti direttamente dalla popolazione ogni 5 anni con un sistema proporzionale. Il Presidente del Consiglio della contea è eletto dai propri membri annualmente. La contea viene suddivisa geograficamente in sei aree elettorali: Donegal, Glenties, Milford, Stranorlar, Letterkenny e Inishowen.
Le cittadine con un proprio Town Council sono Letterkenny, Bundoran, Buncrana e Ballyshannon.
La sede del County Council è situata, curiosamente, nella piccola cittadina di Lifford, una località decentrata rispetto al territorio della contea e posta sul confine con l'Irlanda del Nord. Il Consiglio ha anche sedi distaccate a Carndonagh, Milford, Letterkenny e Dungloe e Donegal Town.
Per le elezioni generali, la contea viene divisa in due grandi aree elettorali, Donegal South-West e Donegal North-East, rappresentate entrambe da tre membri eletti ciascuna nel Parlamento irlandese (Dáil Éireann).

## Sport

### Sport gaelici

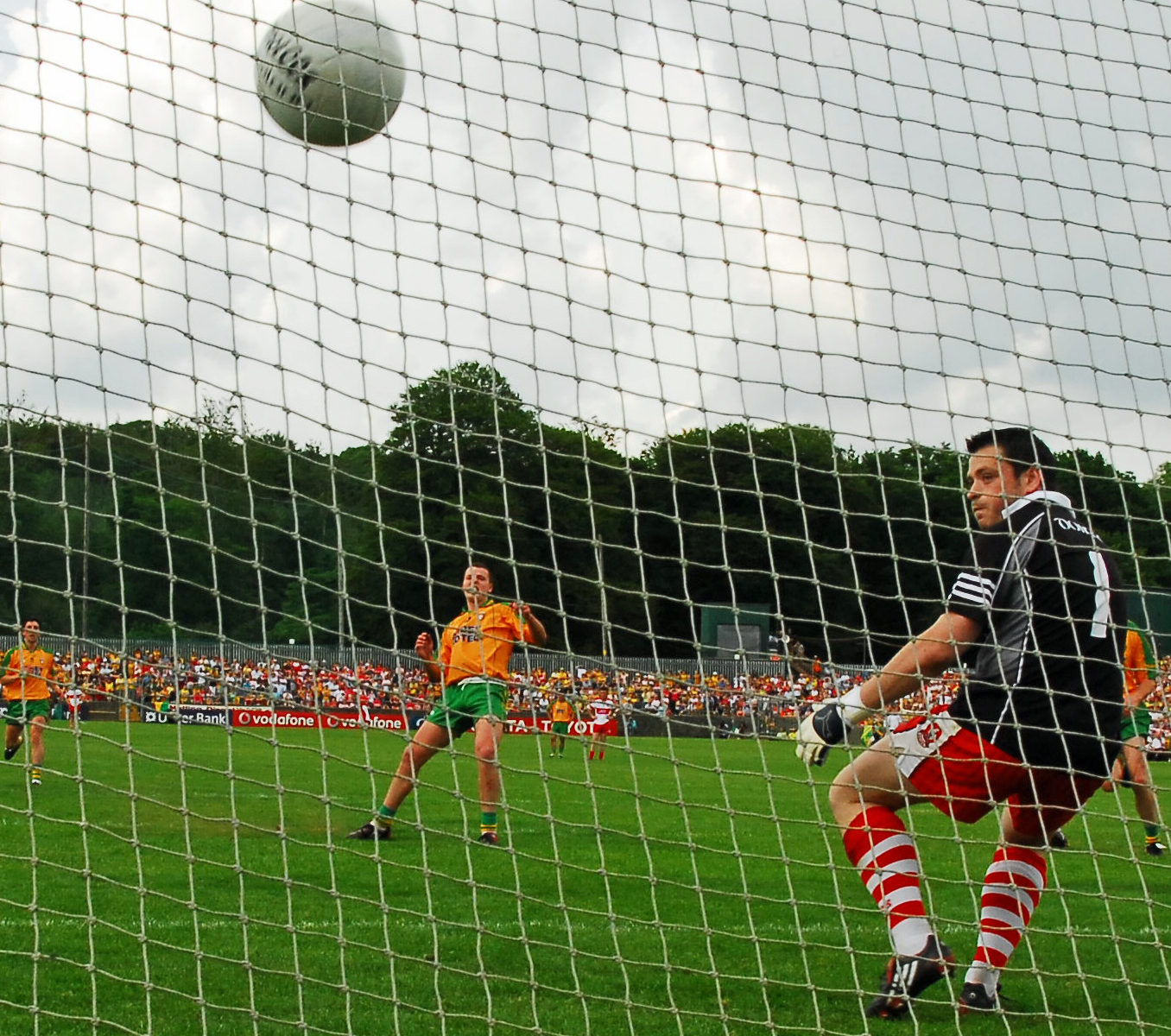
Squadra del Donegal di calcio gaelico in campo nel 2008

Nel Donegal lo sport gaelico più diffuso è il calcio gaelico, di cui la squadra senior maschile rappresenta il fiore all'occhiello. Il Donegal GAA si occupa di organizzare i tornei di calcio gaelico ed hurling, molto meno diffuso del primo, nell'ambito territoriale della contea, oltre che di gestire ed allestire le squadre inter-county. La squadra inter-county di calcio gaelico, seppur poco vincente per la parte iniziale della sua storia, è attualmente una delle squadre più forti del panorama nazionale. Vanta in bacheca due titoli All-Ireland, l'ultimo del 2012, oltre a vari titoli provinciali dell'Ulster.

### Calcio
Nonostante non sia lo sport principale della contea, il calcio è comunque praticato in Donegal, soprattutto nelle aree orientali e meridionali. Non solo, ma è presente anche una squadra professionistica, i Finn Harps di Ballybofey, che hanno giocato alcune stagioni anche in massima serie. Il dato non è di poco conto se si considera che nella contea non ci sono città particolarmente grandi o abitate, al contrario che per le altre compagini provenienti quasi esclusivamente da Dublino o altri grandi centri.

### Altri sport

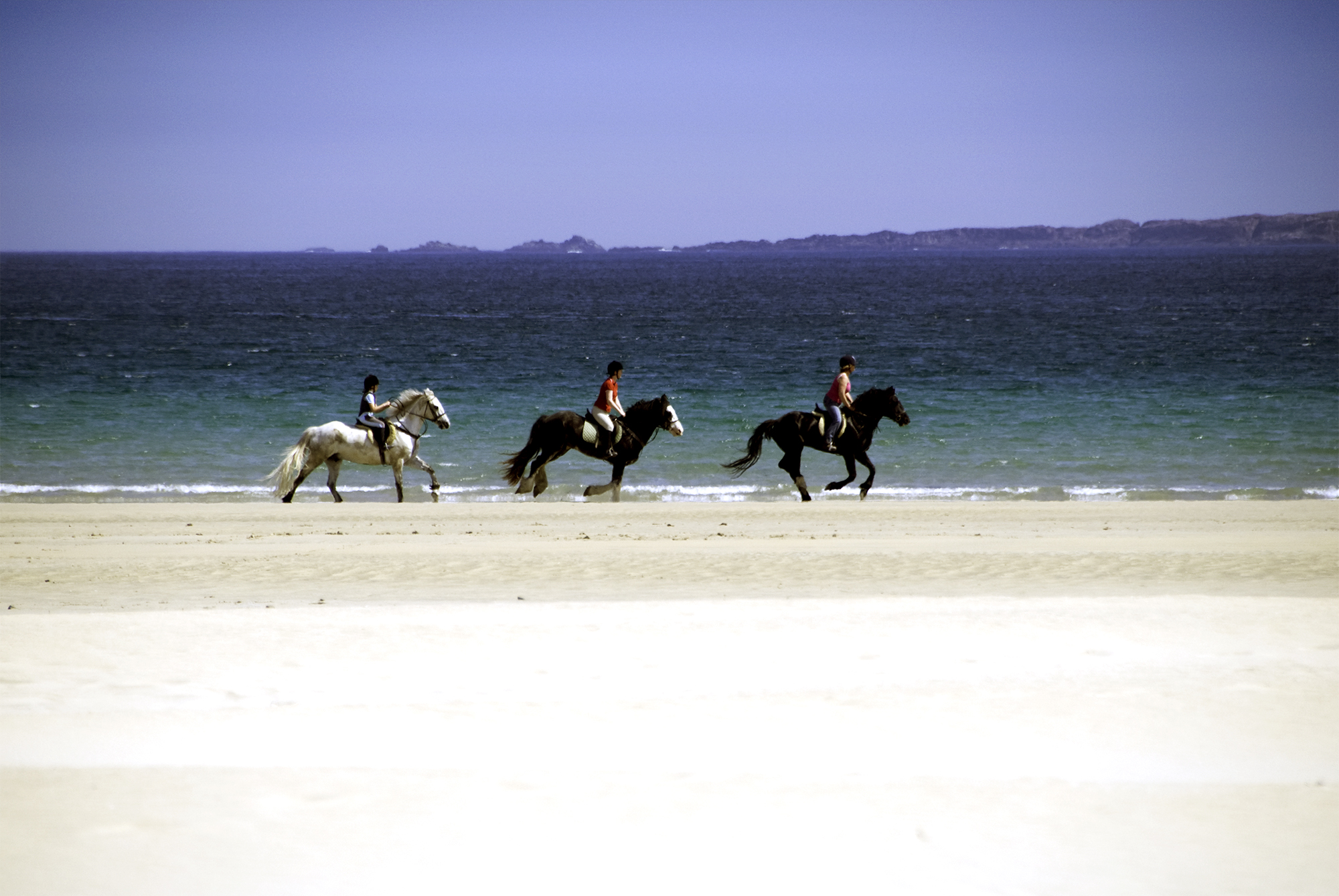
Equitazione sulla spiaggia di Downings

Il Donegal è rinomato per numerosi sport all'aperto, in particolare è ben noto per il surf: Bundoran è la mecca in Europa dei surfisti, ospitando una delle spiagge più apprezzate del continente dove poter cavalcare le onde su una tavola. Anche altre spiagge come Rossnowlagh sono molto apprezzate e non solo nella regione sud-ovest della contea.
La contea è ben nota anche per le sue ottime possibilità di pesca: il Lough Easkey vicino Donegal Town ad esempio è una meta particolarmente gettonata, ma tutta l'area è disseminata di varie fisheries sui corsi d'acqua o nei laghi particolarmente pescose.
Anche la pesca in mare aperto, specialmente nella Donegal Bay, è molto apprezzata.
Altri sport frequentati includono hillwalking, per la presenza di numerose colline e montagne incontaminate, hiking in alcune zone costiere, canottaggio ed equitazione. 
A giugno si tiene inoltre una competizione di rally di fama mondiale, il Donegal International Rally. Numerosi i circoli di golf di livello, in particolare quello di Cruit Island.